# Manuel Tainha
Manuel Tainha GOIH (Oeiras, Paço de Arcos, 6 de março de 1922 — Lisboa, 18 de junho de 2012) foi um arquiteto e professor português . É uma figura de referência no panorama português da segunda metade do século XX, com importante papel na renovação dos modos de pensar e fazer arquitetura a partir do período do pós-guerra.  

## Biografia / Obra
Formou-se em Arquitetura na Escola Superior de Belas-Artes de Lisboa (ESBAL) em 1950.
Manuel Tainha fez parte da geração que, em Portugal, reconheceu o Movimento Moderno, procurando sintonizar a arquitetura com o espírito contemporâneo. Ainda enquanto estudante da ESBAL, participou no I Congresso Nacional de Arquitectura (1948). Participou na 5.ª, 6.ª, 8.ª e 9.ª Exposições Gerais de Artes Plásticas (1950, 1951, 1954 e 1955). "A propósito da 7.ª EGAP [...] realiza a primeira crítica de arquitetura alguma vez publicada em Portugal [revista Arquitectura, n.º 48, 1953], equacionando corajosamente, com uma surpreendente lucidez, o "mito" da originalidade e da busca de uma nova linguagem como objetivo prioritário da arquitetura. [...] Parece importante chamar a atenção para a clareza da análise exposta pelo então jovem de 30 anos que nos permite antever a visão aguda dos problemas que daria prova ao longo do tempo".

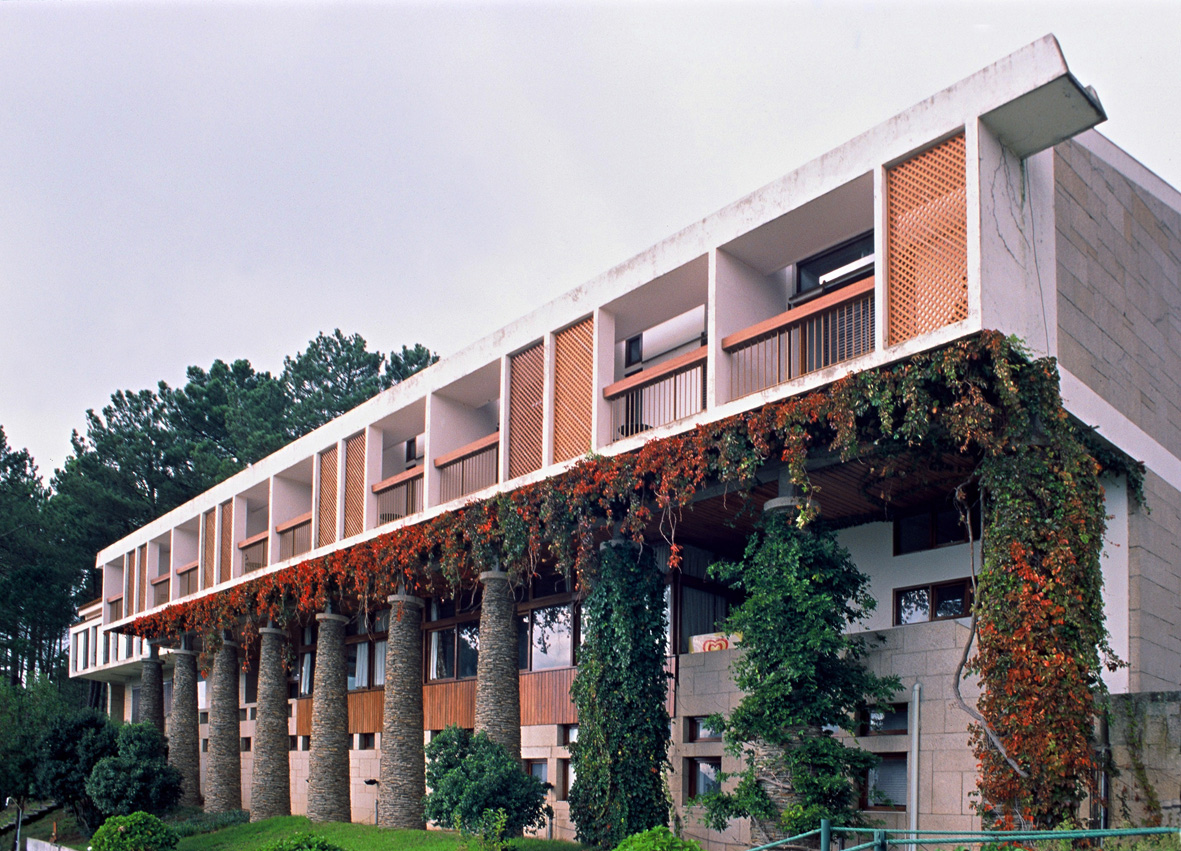
Pousada de Santa Bárbara, Oliveira do Hospital

No final da década de 1950, fundou, com o seu irmão, o engenheiro Jovito Tainha, a revista Binário, que pretendia envolver a visão global da Arquitetura com a visão especializada da Engenharia Civil. Abandonou a revista ao décimo número, mas continuou a colaborar com a revista de referência Arquitectura.
Participou na primeira investigação organizada e sistemática de Arquitetura em Portugal, o Inquérito à Arquitetura Regional Portuguesa, que decorreu no final dos anos de 1950 e cujos resultados foram publicados em 1961 com o título Arquitetura Popular em Portugal. Foi membro ativo das sucessivas organizações de arquitetos em Portugal, tendo sido Secretário da Direção e Presidente do Sindicato Nacional dos Arquitetos (1957-58 e 1960-63 respetivamente) e Presidente da Assembleia Geral da Associação dos Arquitetos Portugueses (1982-89).
Trabalhou com Carlos Ramos e na Câmara Municipal de Lisboa até 1954. Como arquiteto profissional, o seu primeiro projeto de relevo foi o das piscinas do Tamariz, no Estoril, trabalho que ganhou num concurso em 1954 e que demonstra já uma cuidada atenção ao local de implantação, um estreito socalco sobre a praia. Também deve assinalar-se a pousada de Santa Bárbara (1957-66), "que se projeta voluntariamente para a paisagem num estudo da relação entre o edifício e os seus vários níveis internos e a forma do terreno, experiência que se continuou, por exemplo, na casa Gallo em São Pedro de Moel (1970-75) ou na casa Martins dos Santos em Cascais (1971-75). Já a casa do Freixial (1958-60) é associável à pousada também pela aproximação às lições da arquitetura popular. A Escola Agroindustrial de Grândola (1959-63) e a Escola de Regentes Agrícolas de Évora (1960-65) representam a maturidade do arquiteto que manipulou com grande à-vontade o conhecimento dos exemplos internacionais de prestígio e as condições do programa e do sítio".
Para os Olivais, em Lisboa, projetou um conjunto de torres (1961-67, com Raul Hestnes Ferreira) onde a organização dos fogos se aproxima de Alvar Aalto e cujas varandas coletivas procuravam favorecer uma vivência mais comunitária.

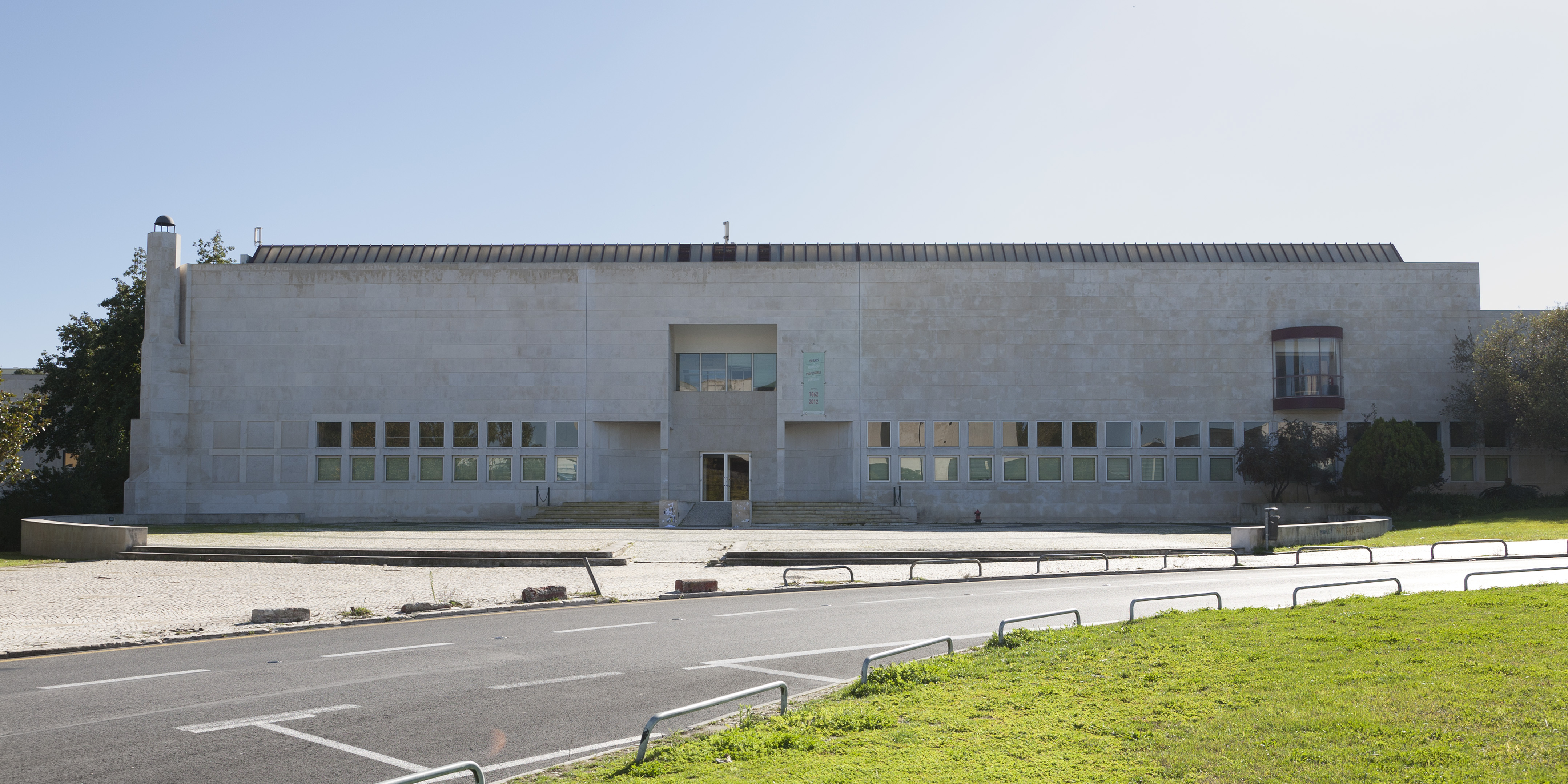
Faculdade de Psicologia, Universidade de Lisboa

Entre os anos 70 e 80 Manuel Tainha manteve um perfil relativamente discreto, mas voltou a ser elogiado pelo seu projeto para a Faculdade de Psicologia e Ciências da Educação da Universidade de Lisboa (1987-90); e o terceiro lugar no concurso para o CCB ou o primeiro lugar no concurso para as instalações do Instituto Superior de Tecnologia de Tomar (1988-93) "mostraram que Manuel Tainha estava em plena forma, continuados por tantos concursos premiados ou obras construídas como o Departamento de Engenharia Mecânica em Coimbra (1990-96), a ponte pedonal do Bom Sucesso em Lisboa (1992-93), a Biblioteca Municipal de Viseu (1994-01), a ampliação da estação da Estação Alameda (Metropolitano de Lisboa) em Lisboa (1994-98), a porta Norte da Expo 98, etc.".
Teve uma importante carreira como pedagogo, tendo lecionado no Curso de Formação Artística da Sociedade Nacional de Belas Artes na década de 1960; anos mais tarde foi professor de arquitetura em diversas instituições de ensino universitário, nomeadamente na Escola Superior de Belas-Artes de Lisboa e, depois, na Faculdade de Arquitetura da Universidade Técnica de Lisboa (1976-1992), no Departamento de Arquitectura da Faculdade de Ciências e Tecnologia da Universidade de Coimbra (1989-1993) e na Universidade Lusíada (1993-2012).
Membro Honorário da Associação dos Arquitetos Portugueses / Ordem dos Arquitetos desde 1994. Foi-lhe atribuído o título de Doutor Honoris Causa pela Universidade Técnica de Lisboa (2004) e pela Universidade Lusíada (2005) . 
Foi feito Grande-Oficial da Ordem do Infante D. Henrique a 25 de Fevereiro de 2000, e nesse mesmo ano foi-lhe dedicada uma exposição retrospetiva na Casa da Cerca, Almada. Em 2007, doou o seu espólio à Fundação Calouste Gulbenkian, reunindo mais de 50 anos de trabalho na arquitetura. No âmbito das comemorações do Dia Nacional do Arquiteto, em 2010, a Ordem dos Arquitetos organizou uma cerimónia em sua homenagem, seguida de uma Conferência do Homenageado, com apresentação de João Luís Carrilho da Graça e Fernando Bagulho.
Tem um arruamento em seu nome, a rotunda Manuel Taínha, no Polo Universitário da Ajuda em Lisboa.

## Alguns livros publicados
- Tainha, Manuel – A Arquitetura em Questão. Lisboa: AEFA - UTL, 1994.
- Tainha, Manuel – Manuel Tainha - Textos do Arquiteto 01. Lisboa: Estar, 2000.
- Tainha, Manuel – Manuel Tainha: a Prática, a Ética e a Poética da Arquitetura. Almada: Casa da Cerca, Centro de Arte Contemporânea, 2000.
- Tainha, Manuel – Manuel Tainha: Projetos 1954-2002. Porto: Edições ASA, 2002.
- Tainha, Manuel – Textos de Arquitetura. Casal de Cambra: Caleidoscópio, 2006.

## Prémios
- 1990 – Prémio AICA (Associação Internacional de Críticos de Arte).
- 1991 – Prémio Valmor e Municipal de Arquitetura – edifício da Faculdade de Psicologia, Universidade de Lisboa.
- 1993 – Prémio Nacional de Arquitetura (Associação dos Arquitetos Portugueses).
- 2002 – Prémio Jean Tschumi, União Internacional dos Arquitetos.

## Algumas Obras e Projetos
- 1954-56 – Piscinas do Tamariz, Estoril.[13]
- 1957-66 – Pousada de Santa Bárbara, Oliveira do Hospital.[13]
- 1958-60 – Casa do Freixial, Freixial.[13]
- 1959-60 – Casa Jacobsohn, Oeiras.[13]
- 1959-63 – Escola Agroindustrial (atual Escola Secundária António Inácio da Cruz), Grândola.[13]
- 1960-65 – Escola de Regentes Agrícolas de Évora, Évora (atual Polo da Mitra da Universidade de Évora).[13]
- 1961-67 – Torres Olivais, Olivais, Lisboa.[13]
- 1968-70 – Expo Minas da Panasqueira, Covilhã.[13]
- 1969 – Casa em Torres Novas para Sousa de Carvalho.
- 1970-75 – Casa Gallo, São Pedro de Moel.[13]
- 1971-75 – Casa Martins dos Santos, Cascais.[13]
- 1972-73 – Restaurante Coelho Dourado, Lisboa.[13]
- 1973-74 – Fábricas Barros, Chelas, Lisboa.[13]
- 1975-75 - Gimnodesportivo ICESA, Santo António dos Cavaleiros, Lisboa.[13]
- 1975-76 – Casa de Chá, Pico do Arieiro, Funchal (concurso | não construído).[13]
- 1975-84 – Escola Secundária dos Olivais Velho, Lisboa.[13]
- 1976-79 – Centro de Saúde de Sete Rios, Lisboa.[13]
- 1979 – Plano Geral de Urbanização de Alcobaça (com Carlos Gil Moreira).
- 1981-82 – Fábricas Barros II, Chelas, Lisboa.[13]
- 1982 – Casa Banzão, Colares (Sintra).[13]
- 1983 – Agência da Caixa Geral de Depósitos de Santiago do Cacém.[13]
- 1987-89 – Casa da Cultura de Mora, Mora.[13]
- 1987-90 – Faculdade de Psicologia e Ciências da Educação, Cidade Universitária, Lisboa | Prémio Valmor e Municipal de Arquitetura, 1991.[13]
- 1988 – Centro Cultural de Belém, Lisboa (concurso; 3.º classificado | não construído).[13]
- 1988-93 – Instituto Superior de Tecnologia de Tomar, Tomar.[13]
- 1990-94 – Centro Digital de Formação Avançada de Dirigentes de Empresas - CDFAD, Faculdade de Economia da Universidade Nova de Lisboa.[13]
- 1990-94 – Edifício da Câmara Municipal do Seixal, Seixal (concurso; 1º classificado).[13]
- 1990-91 – Sevilha Expo'92, Sevilha (concurso; selecionado para a 2.ª fase do concurso | não construído).[13]
- 1990-96 – Departamento de Engenharia Mecânica, Faculdade de Ciências e Tecnologia da Universidade de Coimbra.[13]
- 1992-93 – Ponte pedonal do Bom Sucesso, Belém, Lisboa.[13]
- 1993 – Plano Expo'98 (concurso | não construído).[13]
- 1994-2001 – Biblioteca Municipal Viseu.[13]
- 1994-98 – Metropolitano de Lisboa, Estações Alameda I e Alameda II, Lisboa.[13]
- 1996-98 – Porta Norte, Expo'98, Lisboa.[13]
- 1998 – Câmara Municipal de Lisboa, Sala dos Vereadores.[13]
- 1996-2001 – Hotel Pestana Palace (originalmente denominado Hotel Carlton Valle Flor), Palácio Vale-Flor, Alto de Santo Amaro, Lisboa.[13]
- 2007 – Conjunto de edifícios no Cais do Sodré, Lisboa – Agência Europeia de Segurança Marítima; Observatório Europeu da Droga e Toxicodependência (2 edifícios).[13]
- 2011 – Requalificação da Escola Secundária António Inácio da Cruz/Escola Profissional de Desenvolvimento Rural, Grândola[14][13]

### Pousada de Santa Bárbara, Oliveira do Hospital

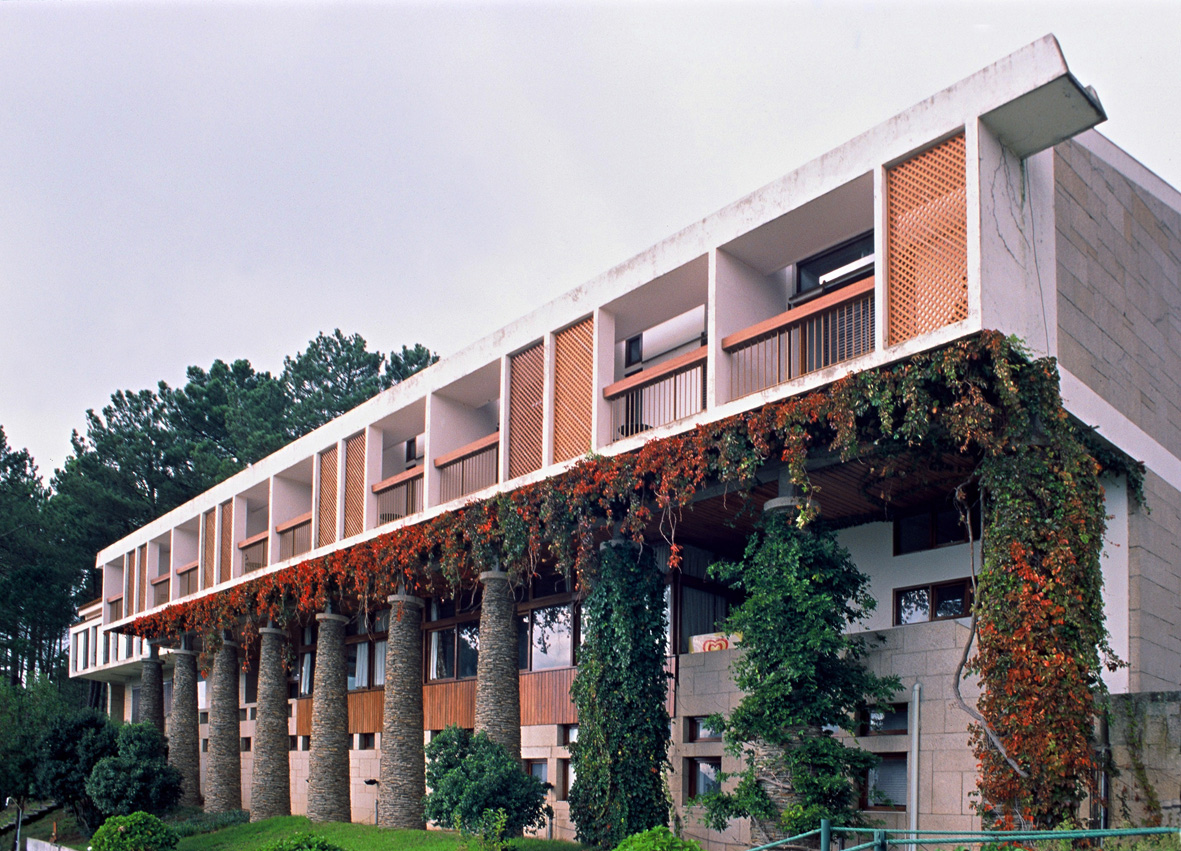
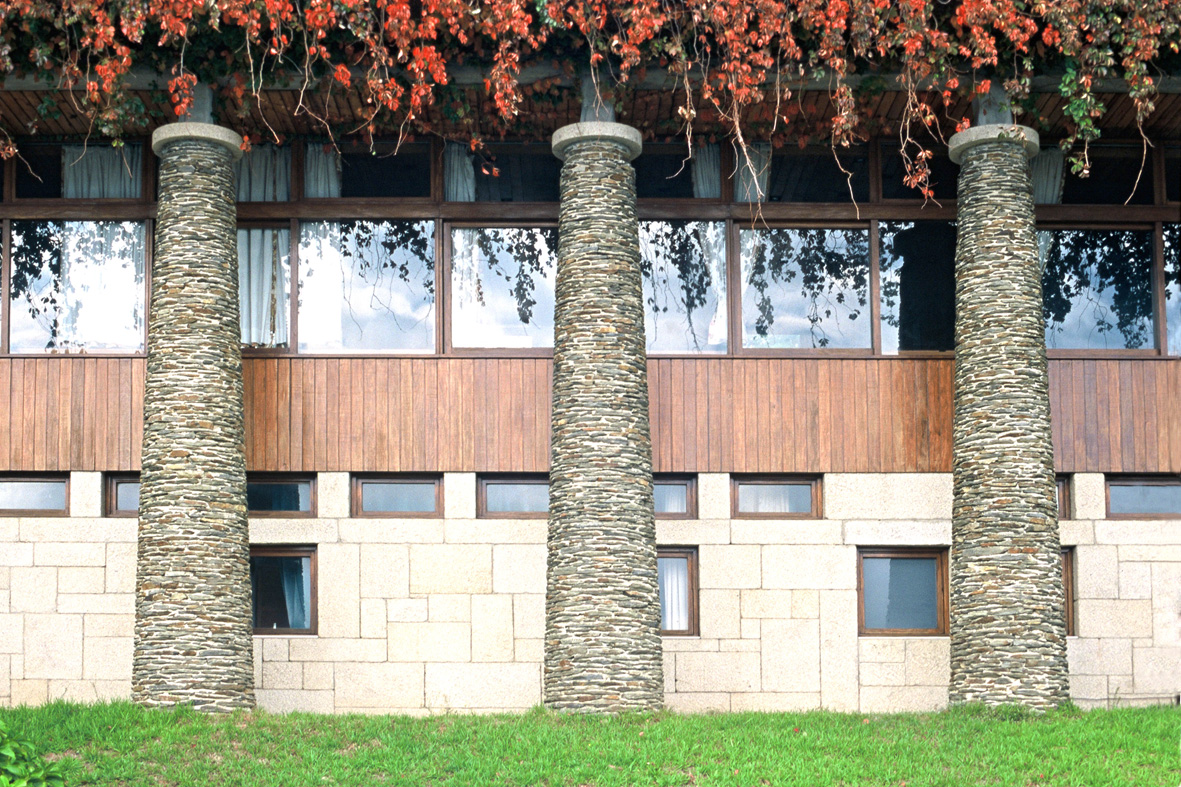
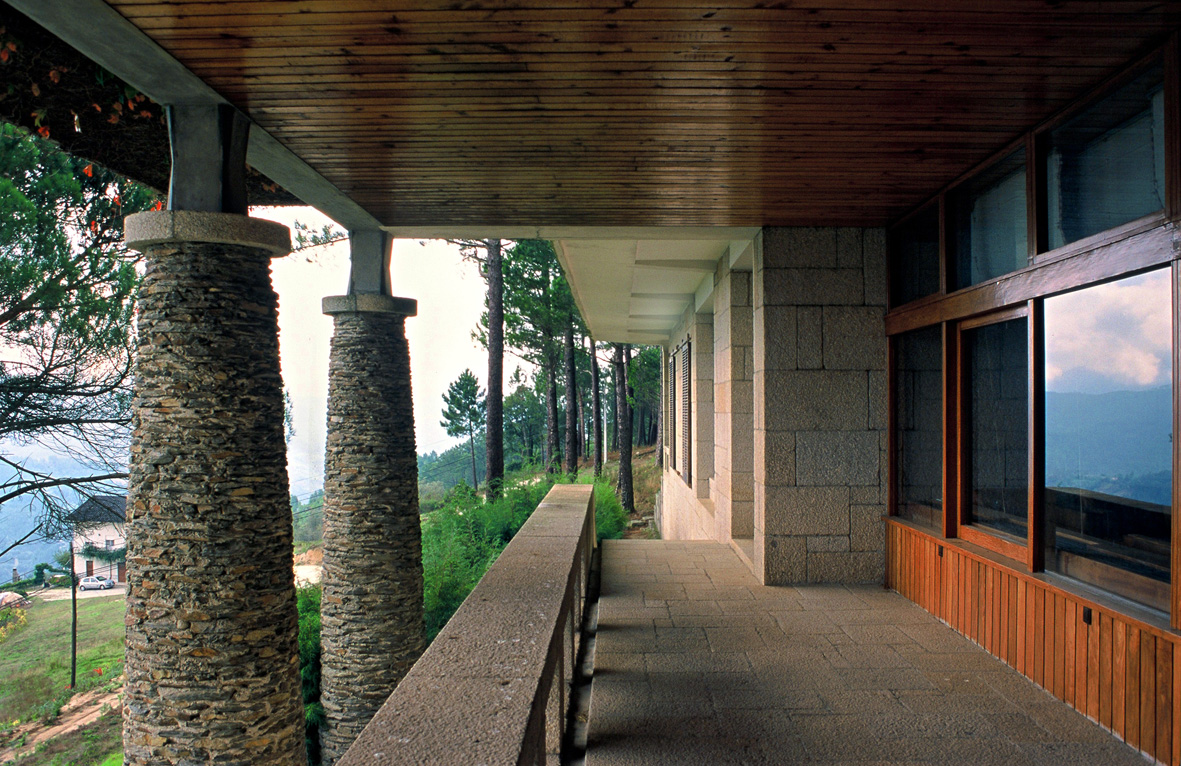
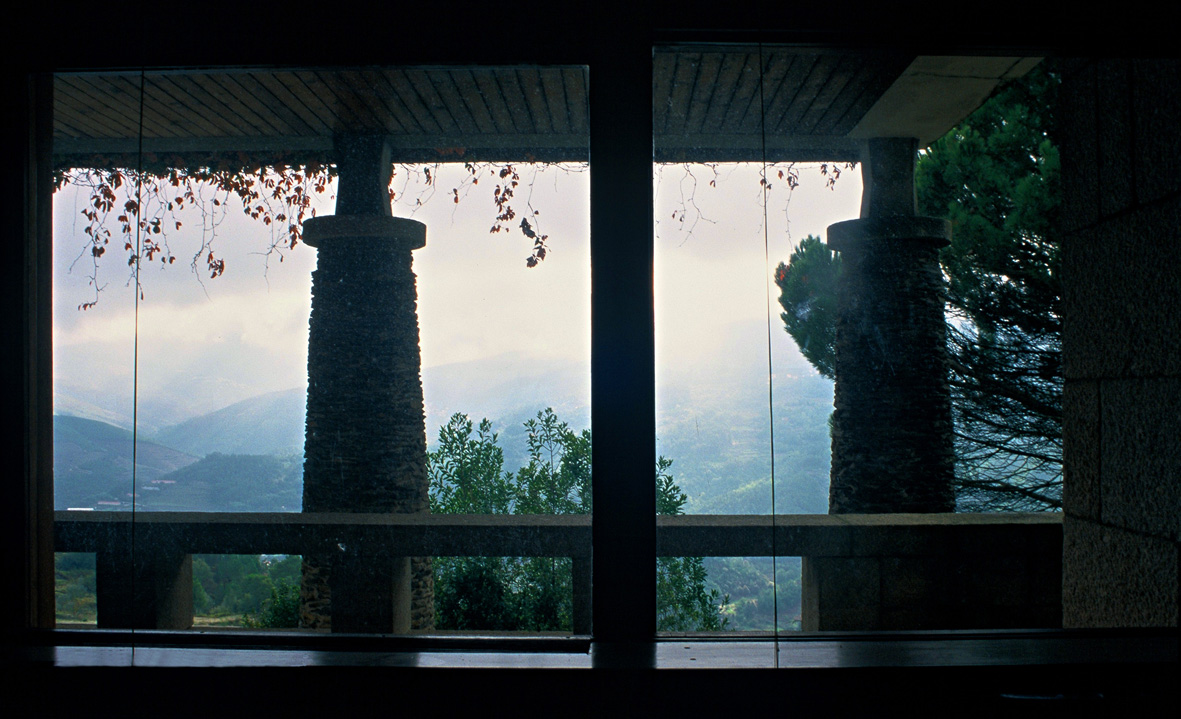
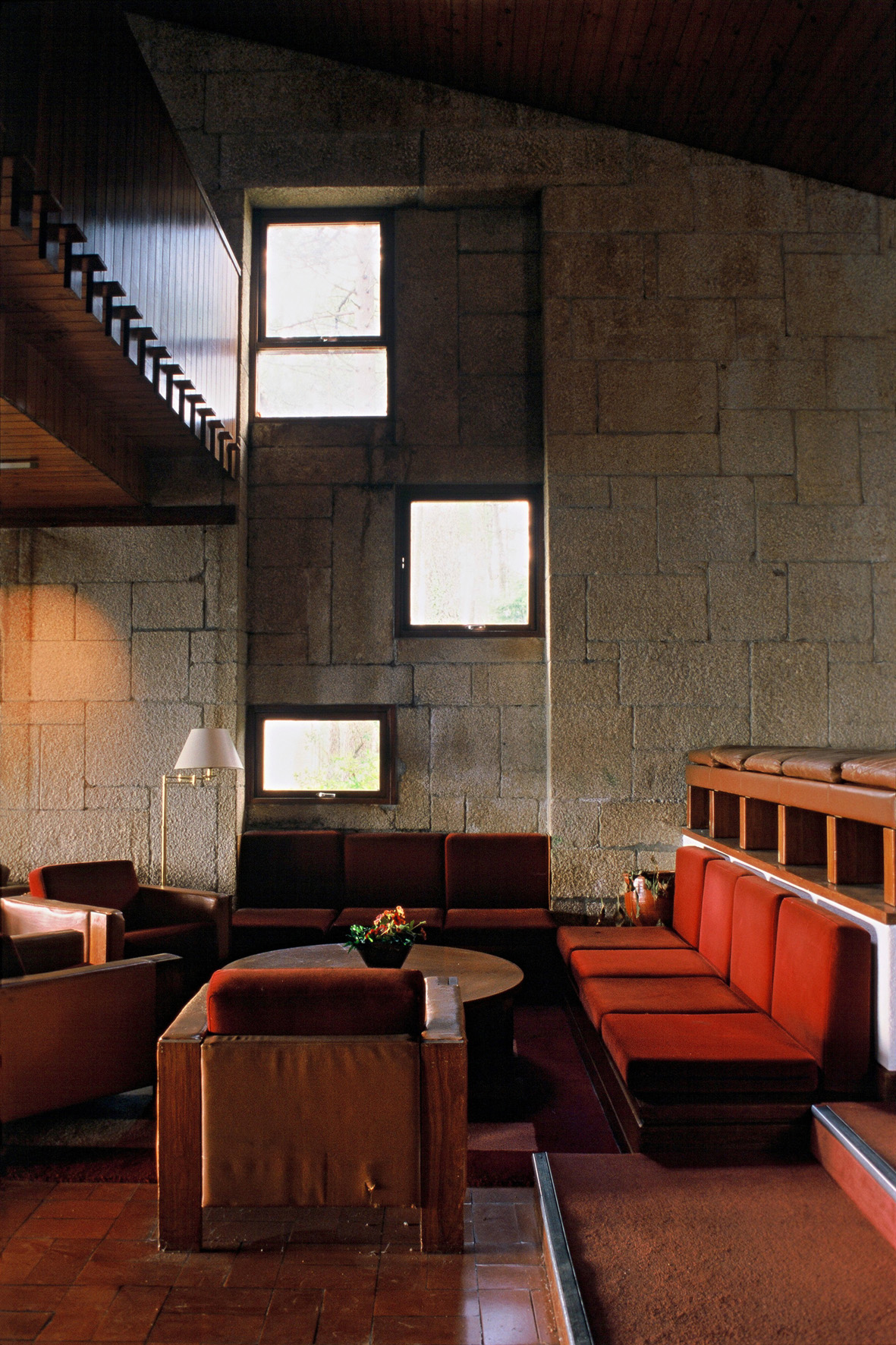

### Escola de Regentes Agrícolas de Évora / Polo da Mitra, Univ. de Évora

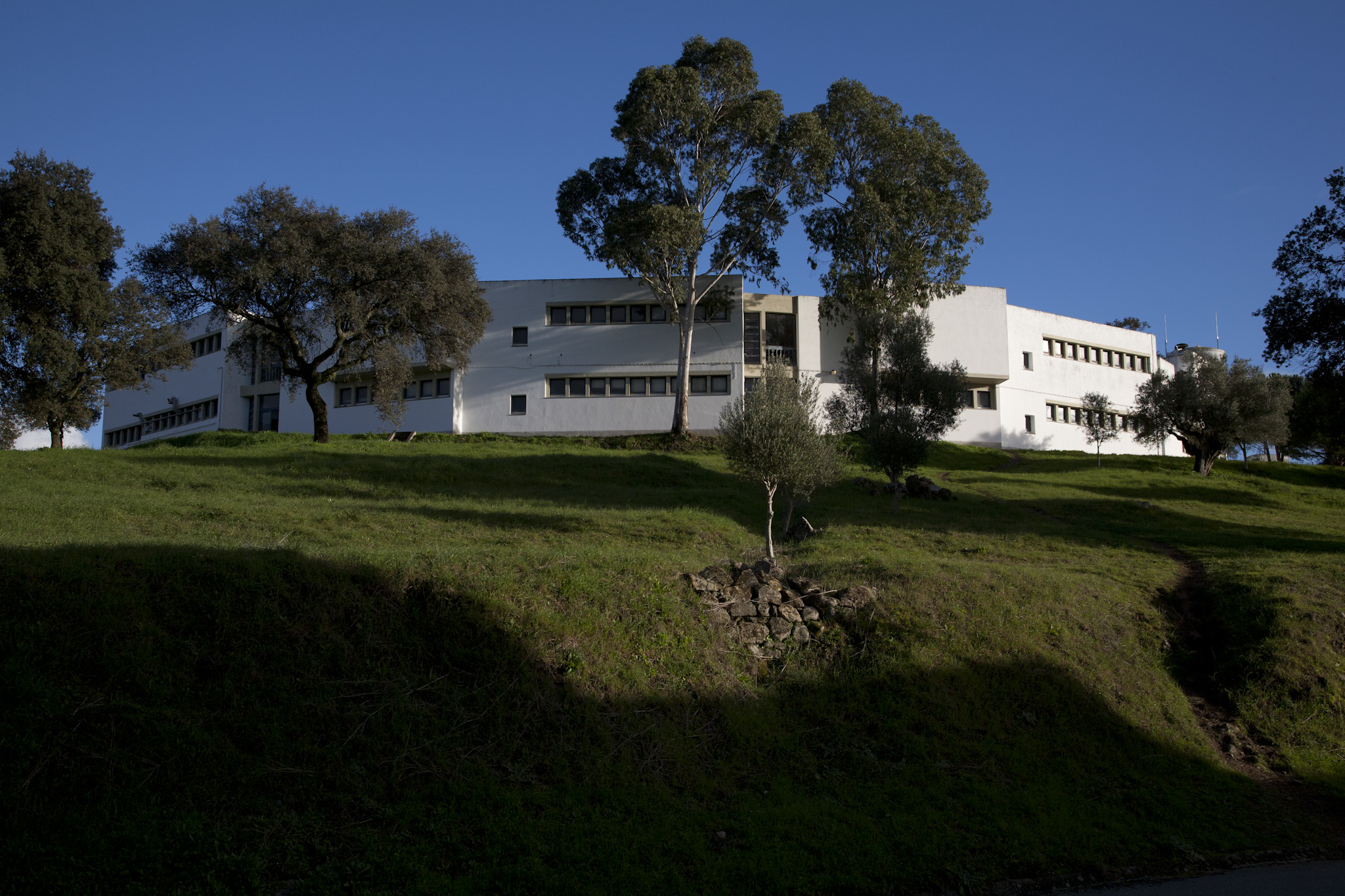
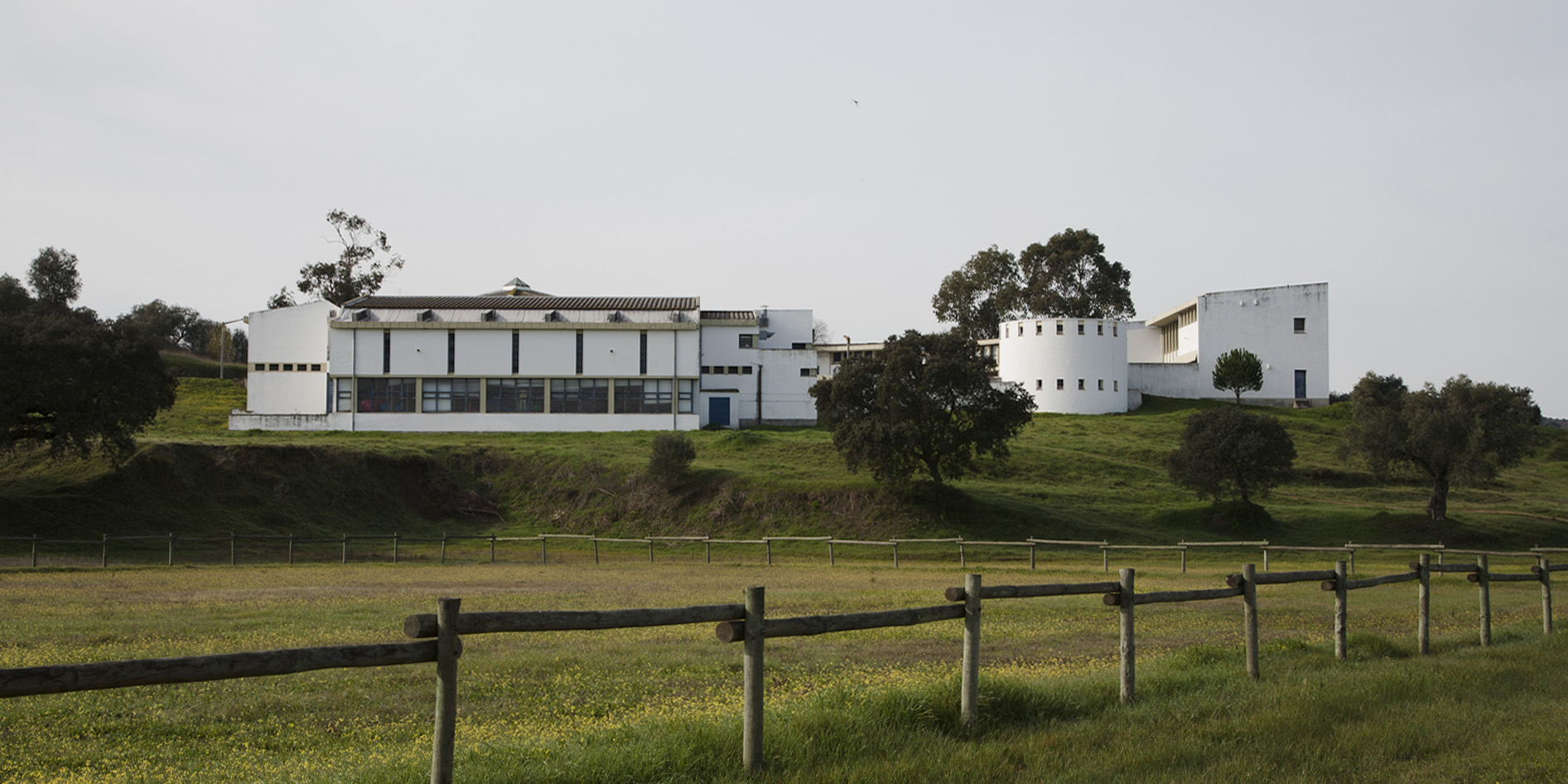
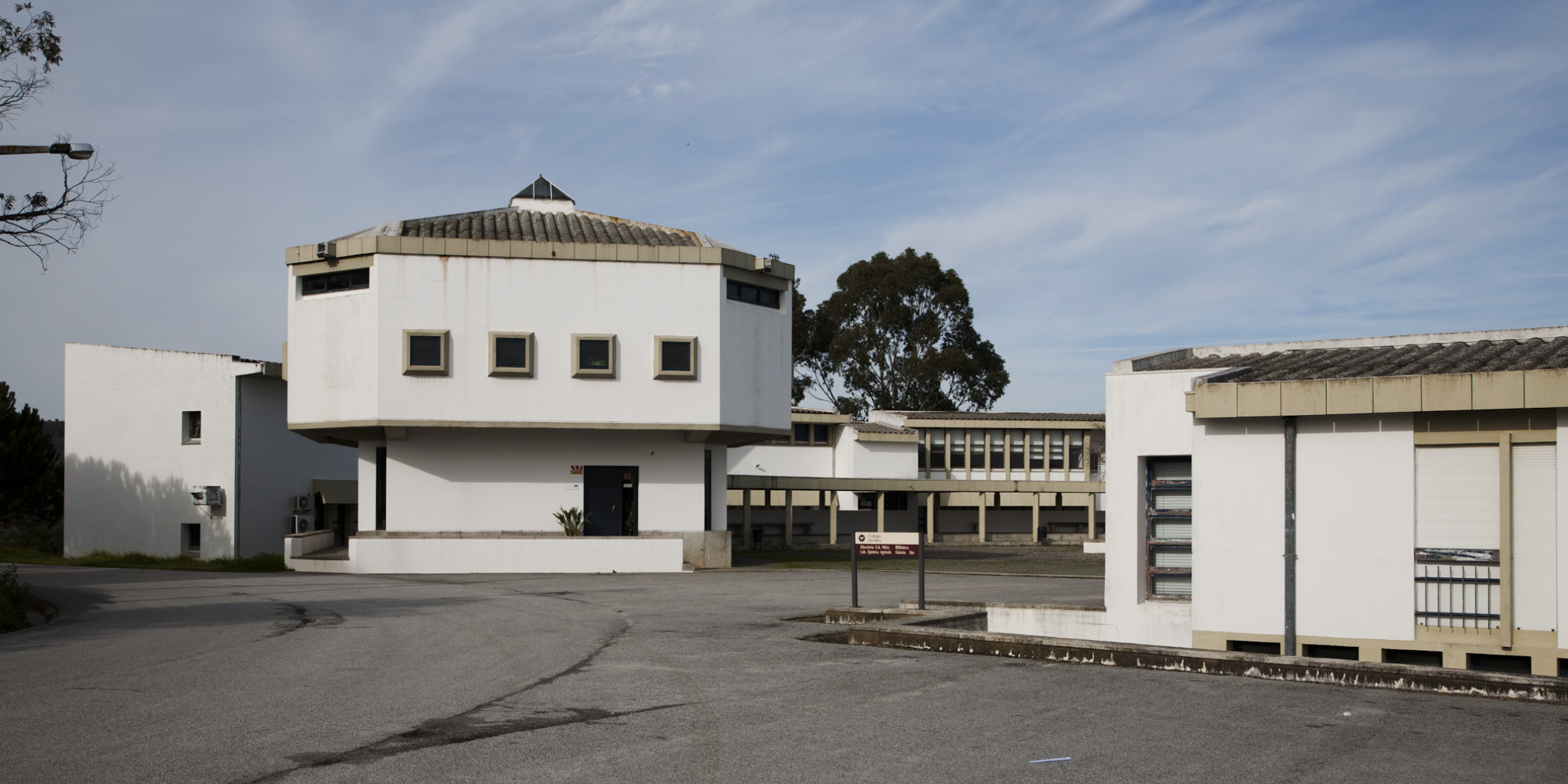
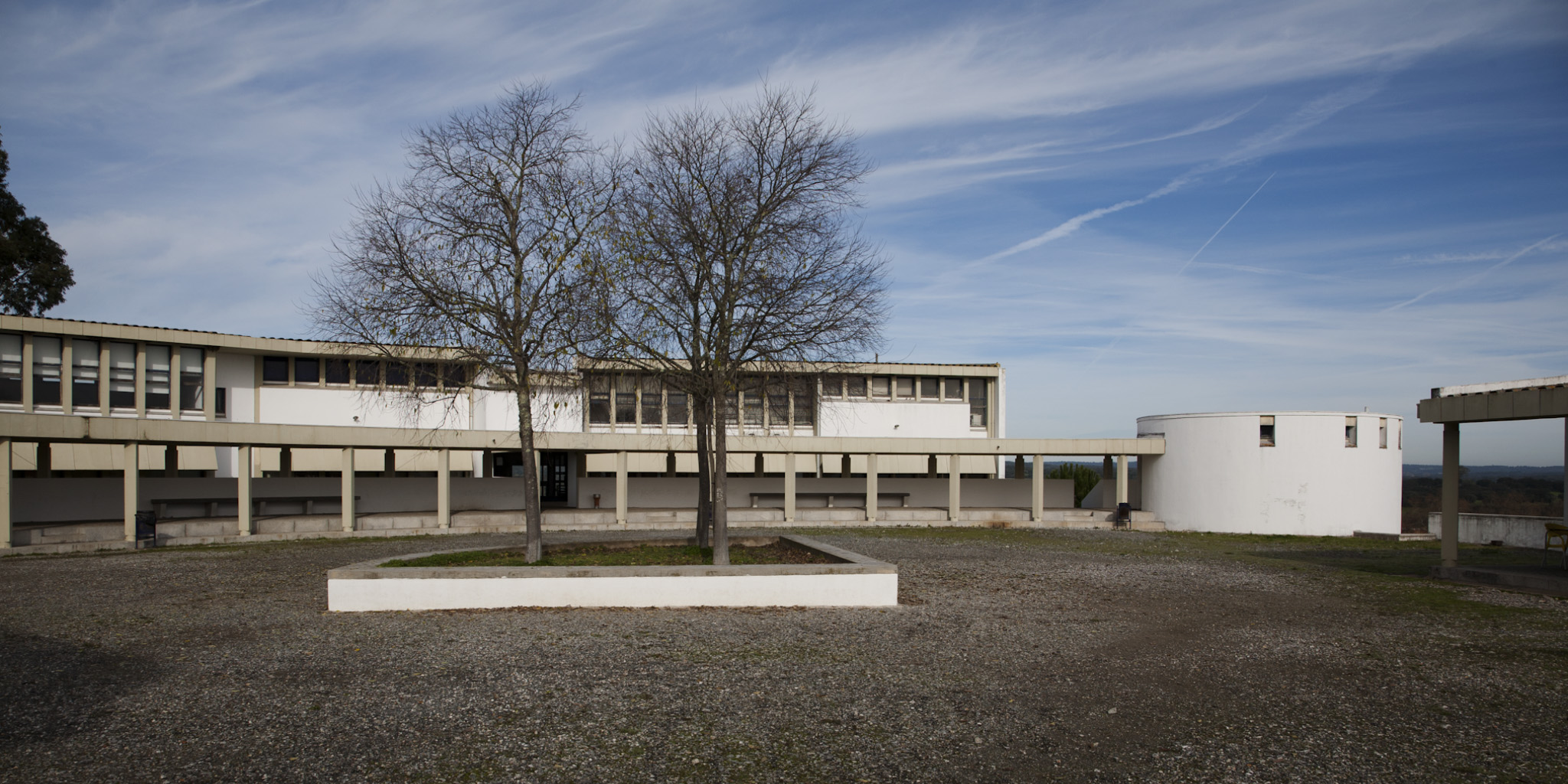
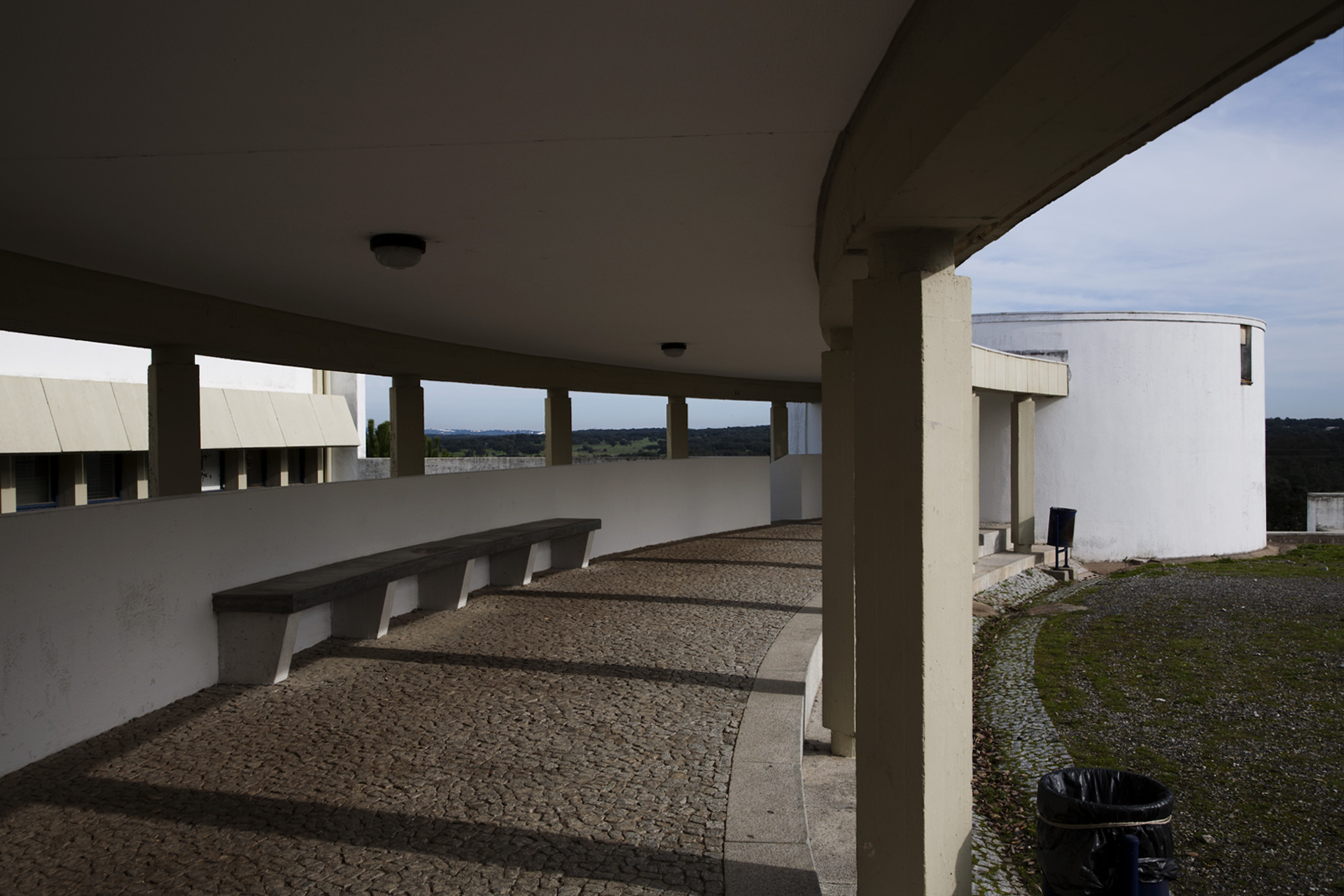
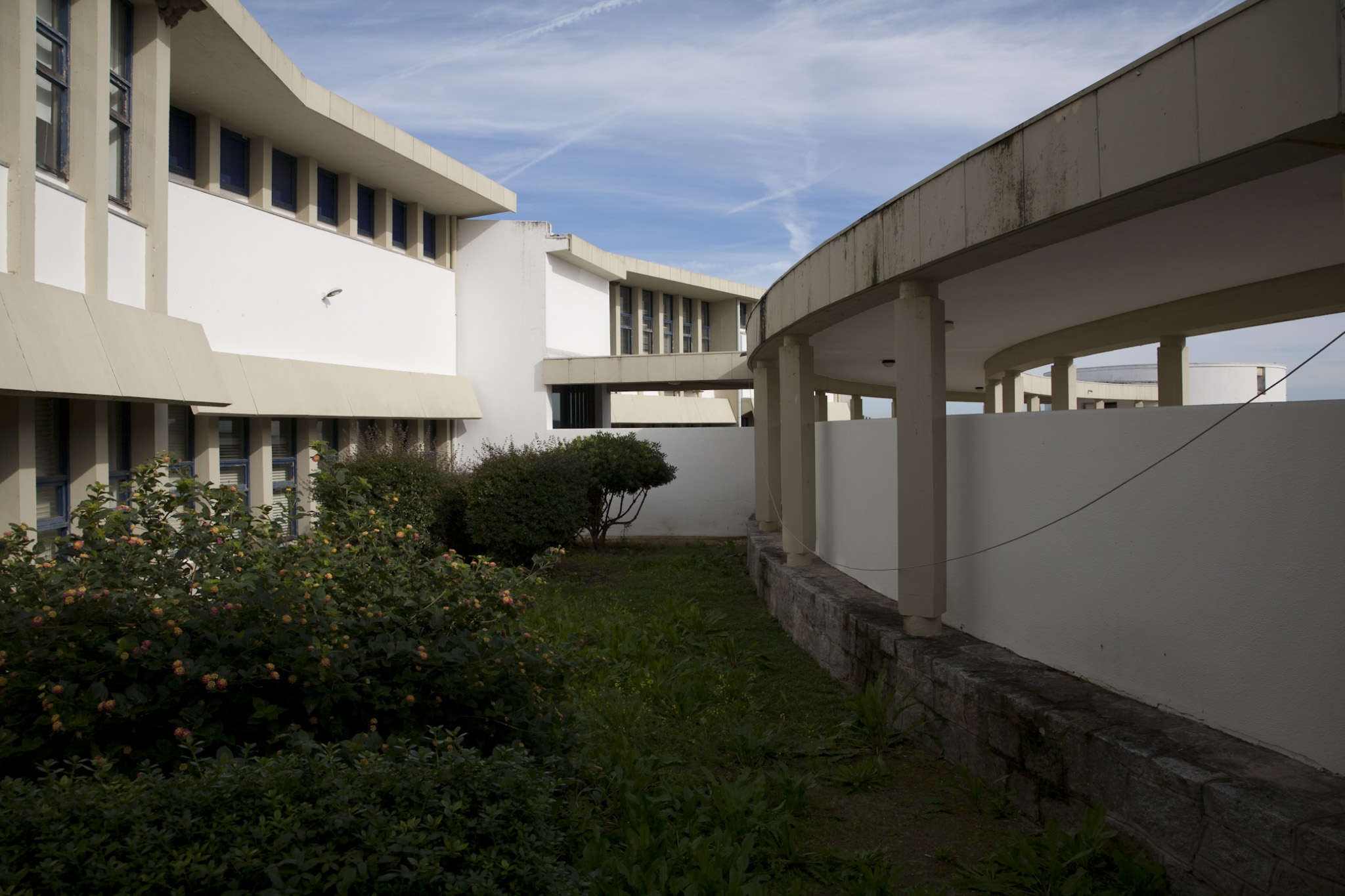
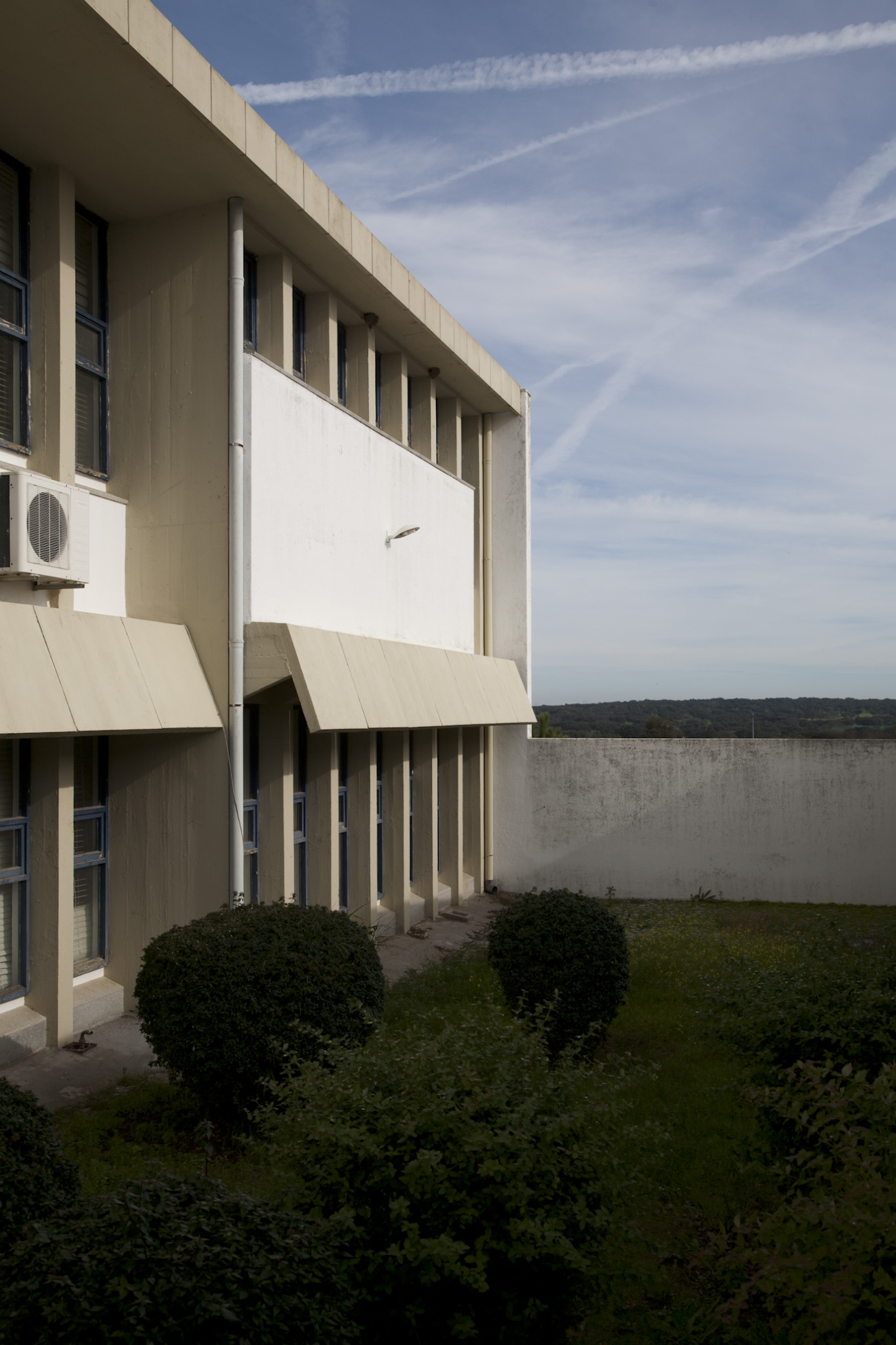
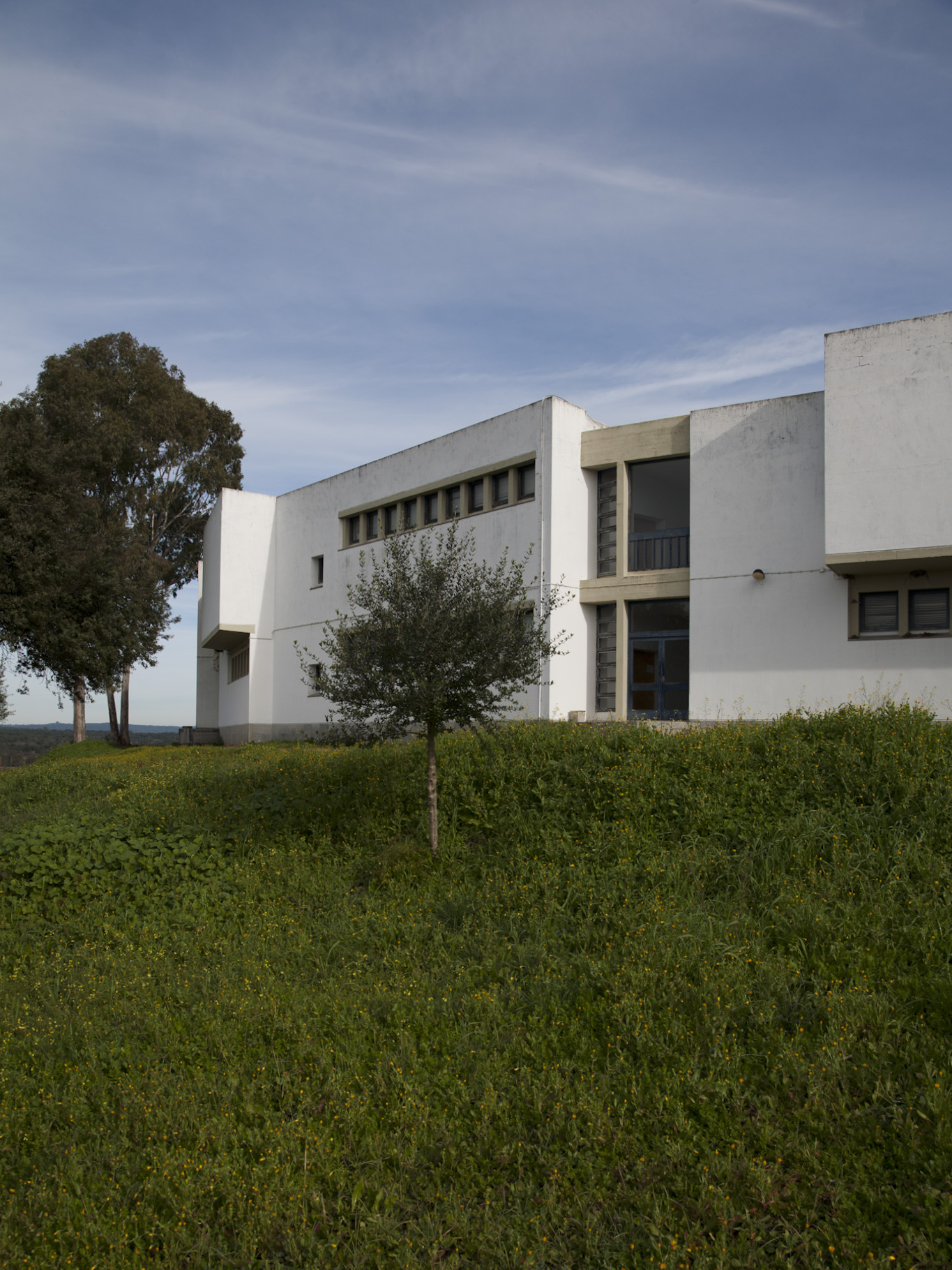

### Torres Olivais, Lisboa

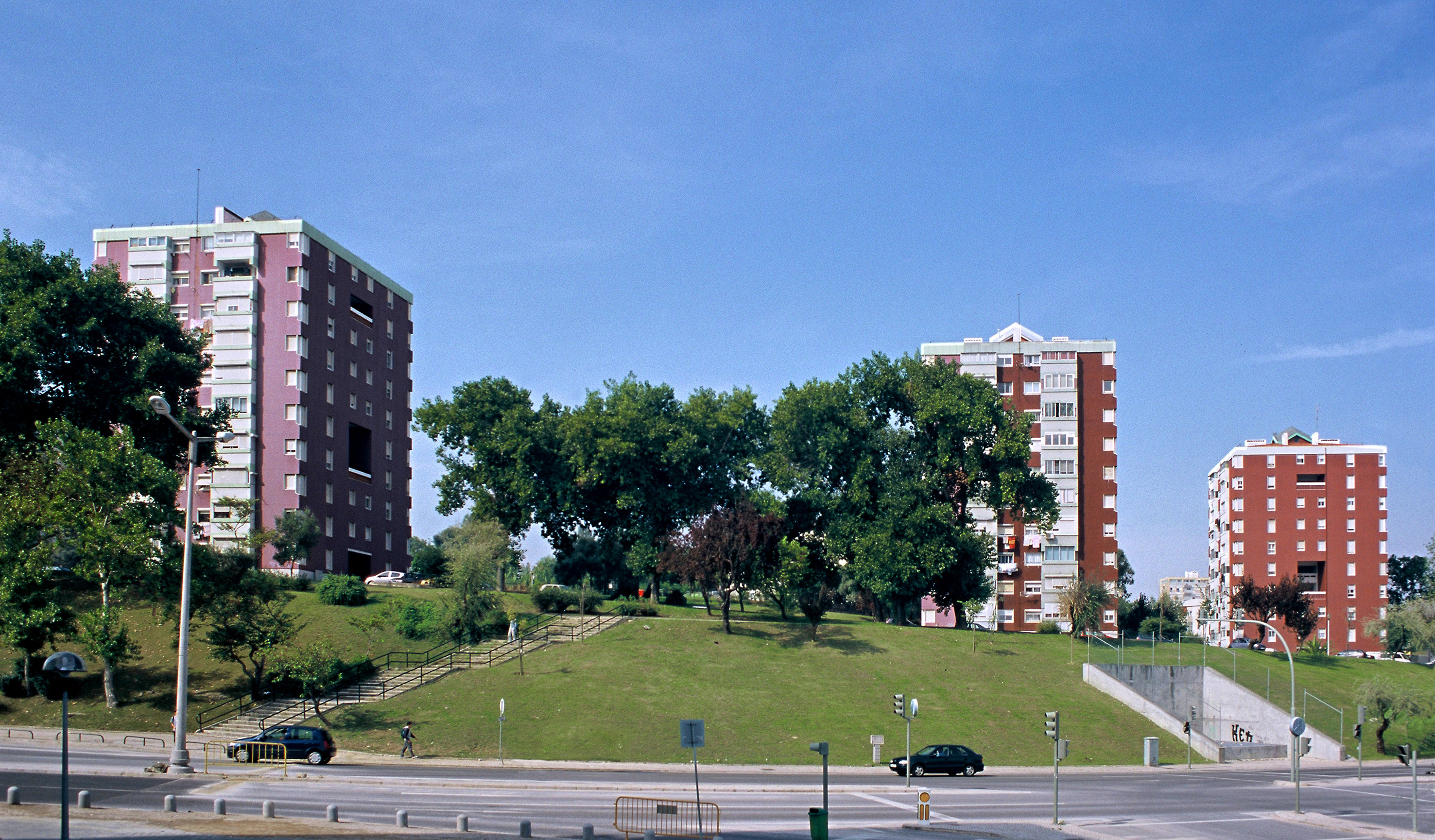
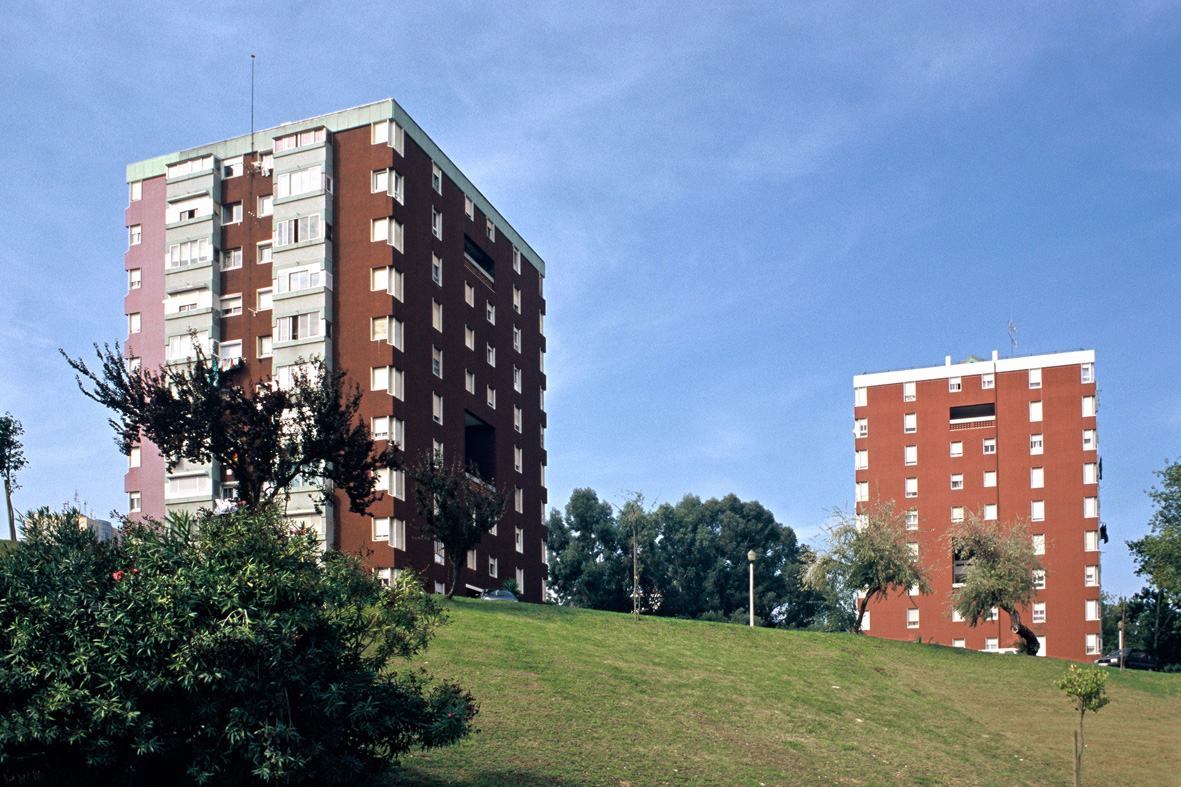
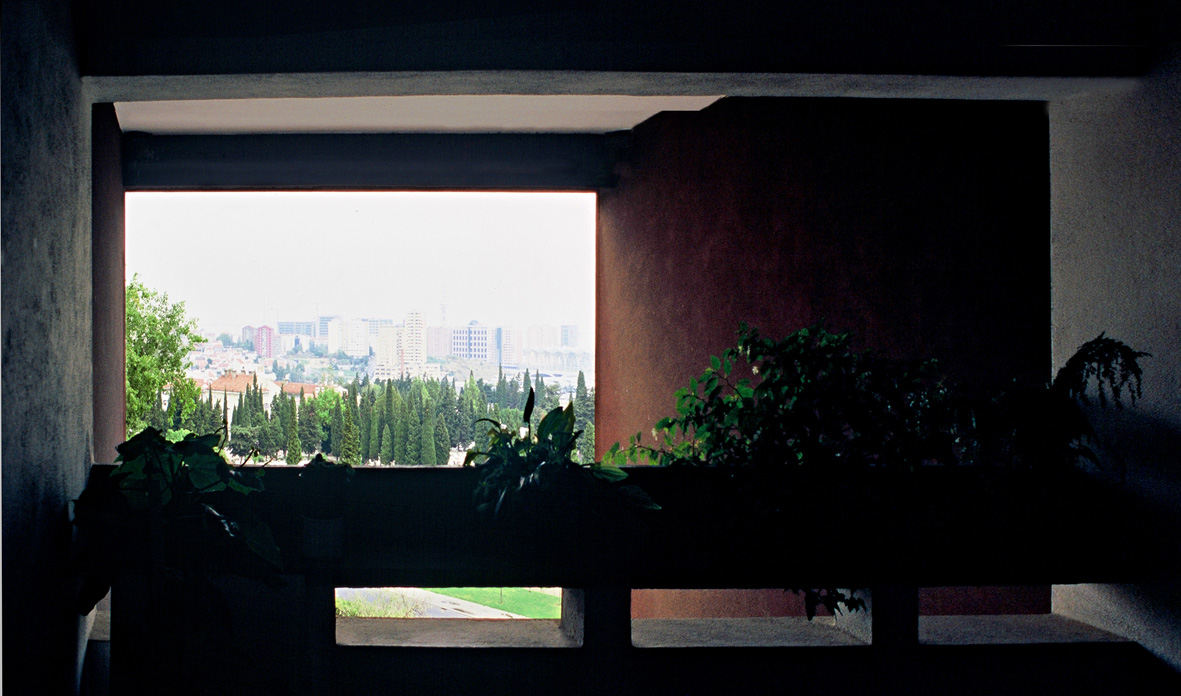

### Centro de Saúde de Sete Rios, Lisboa

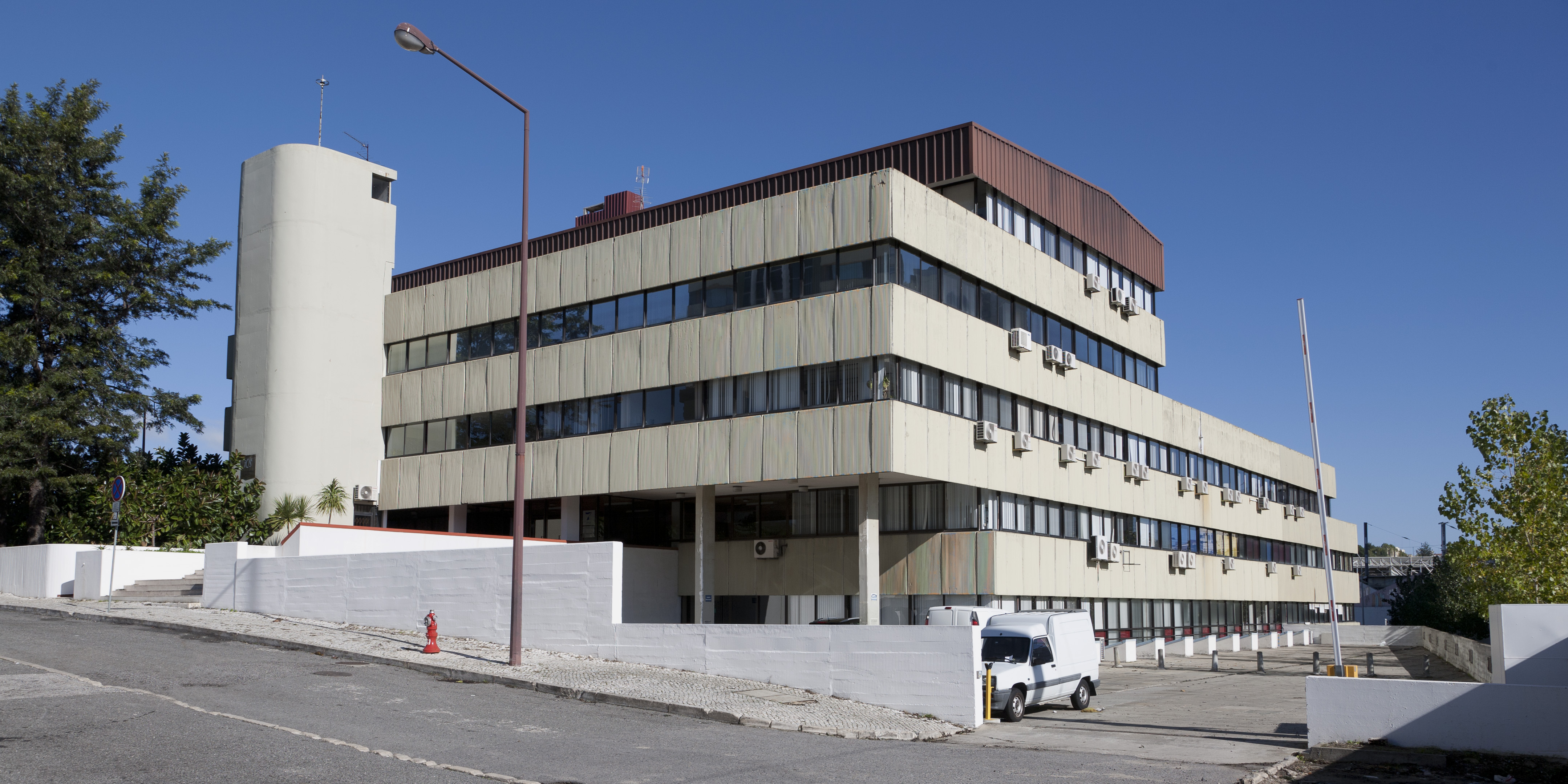
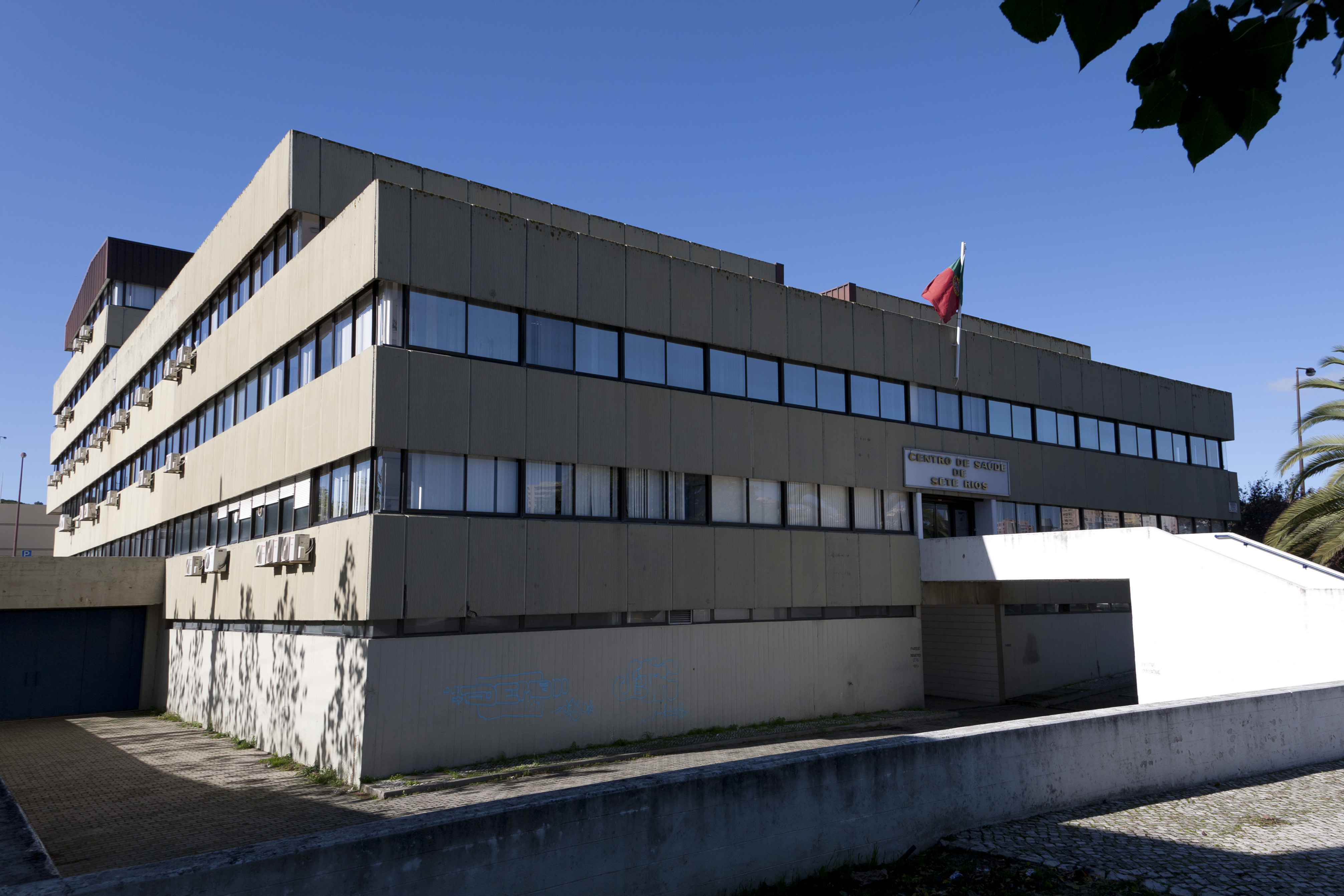
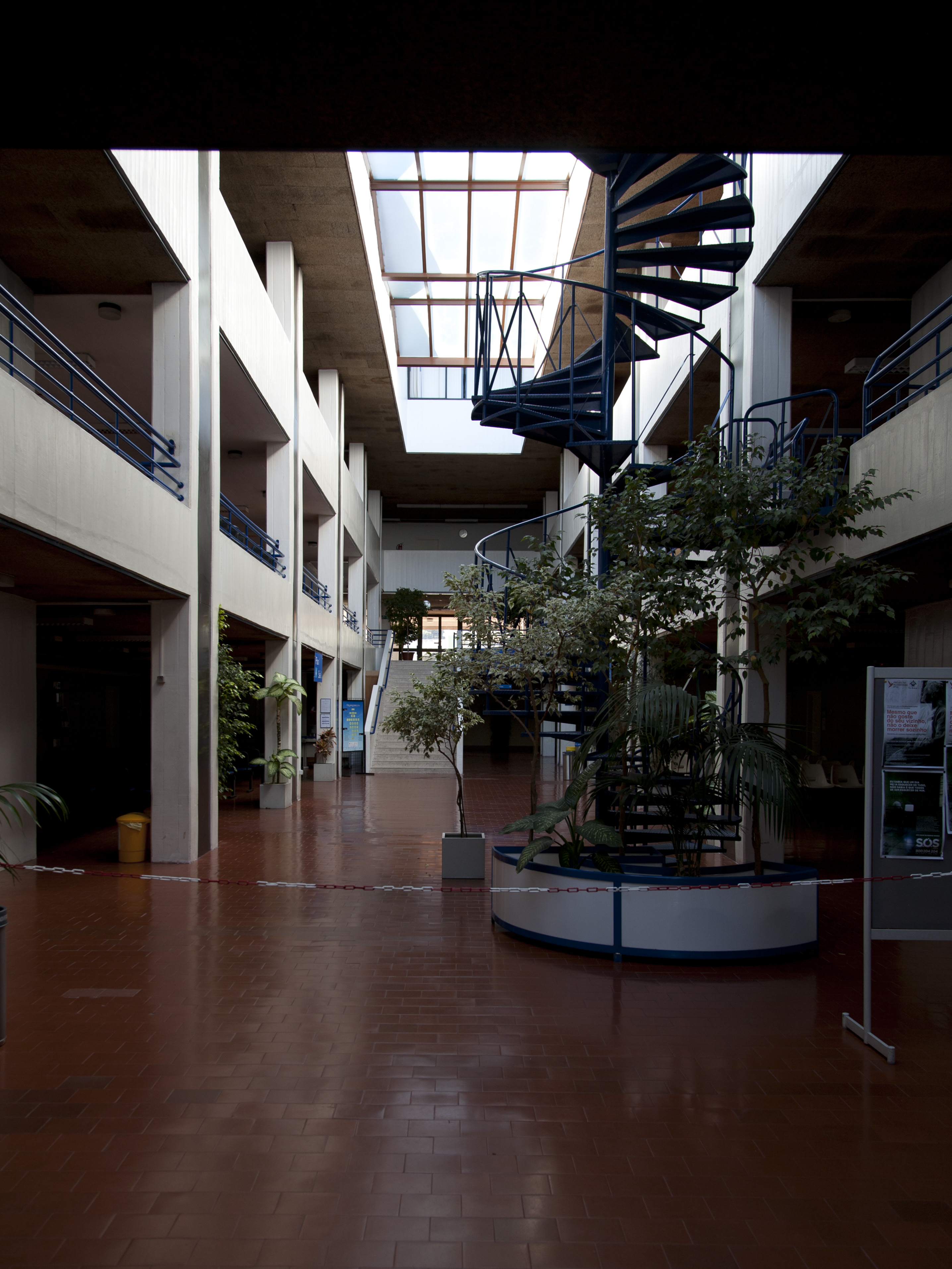

### Faculdade de Psicologia, Universidade de Lisboa

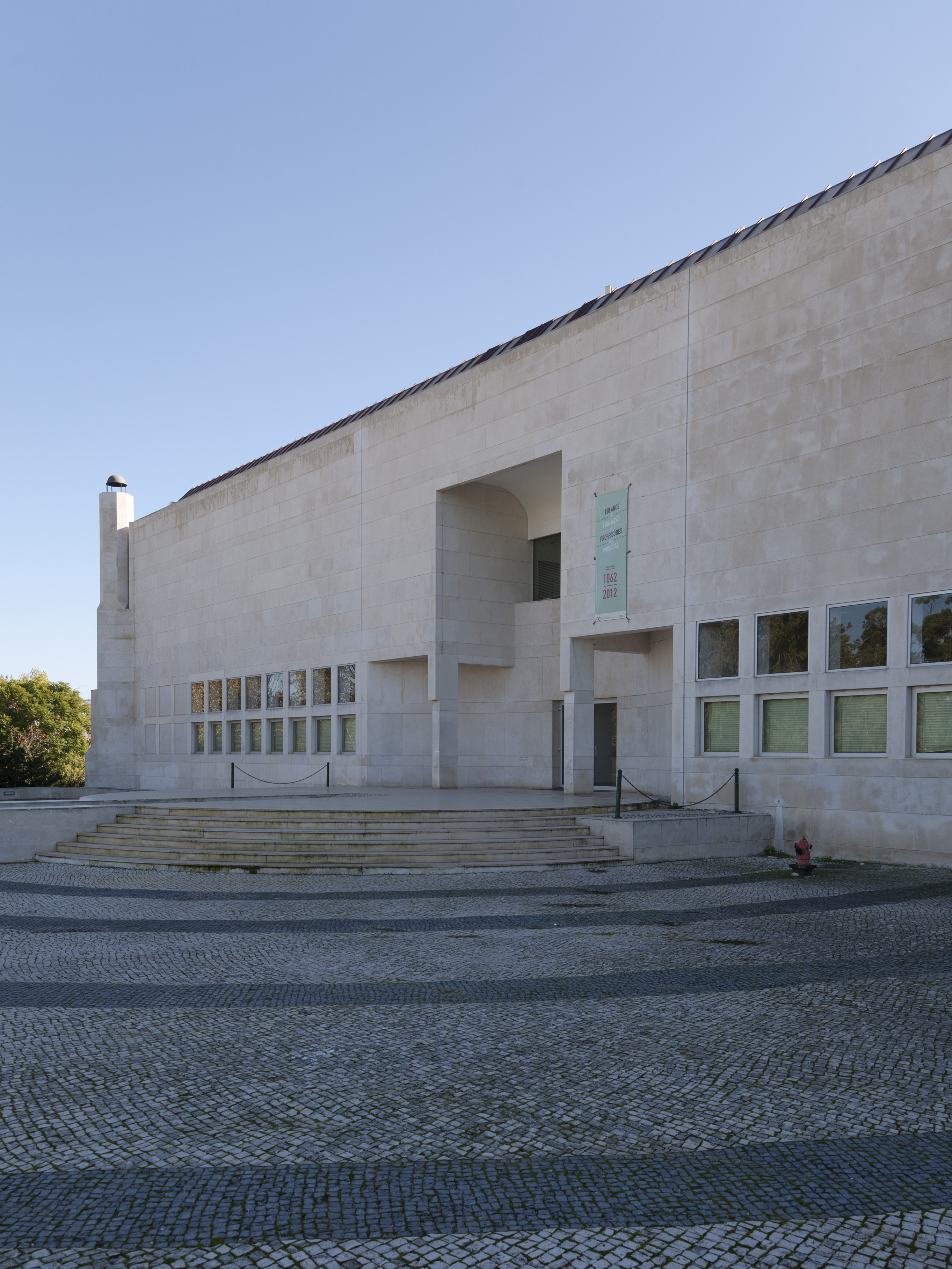
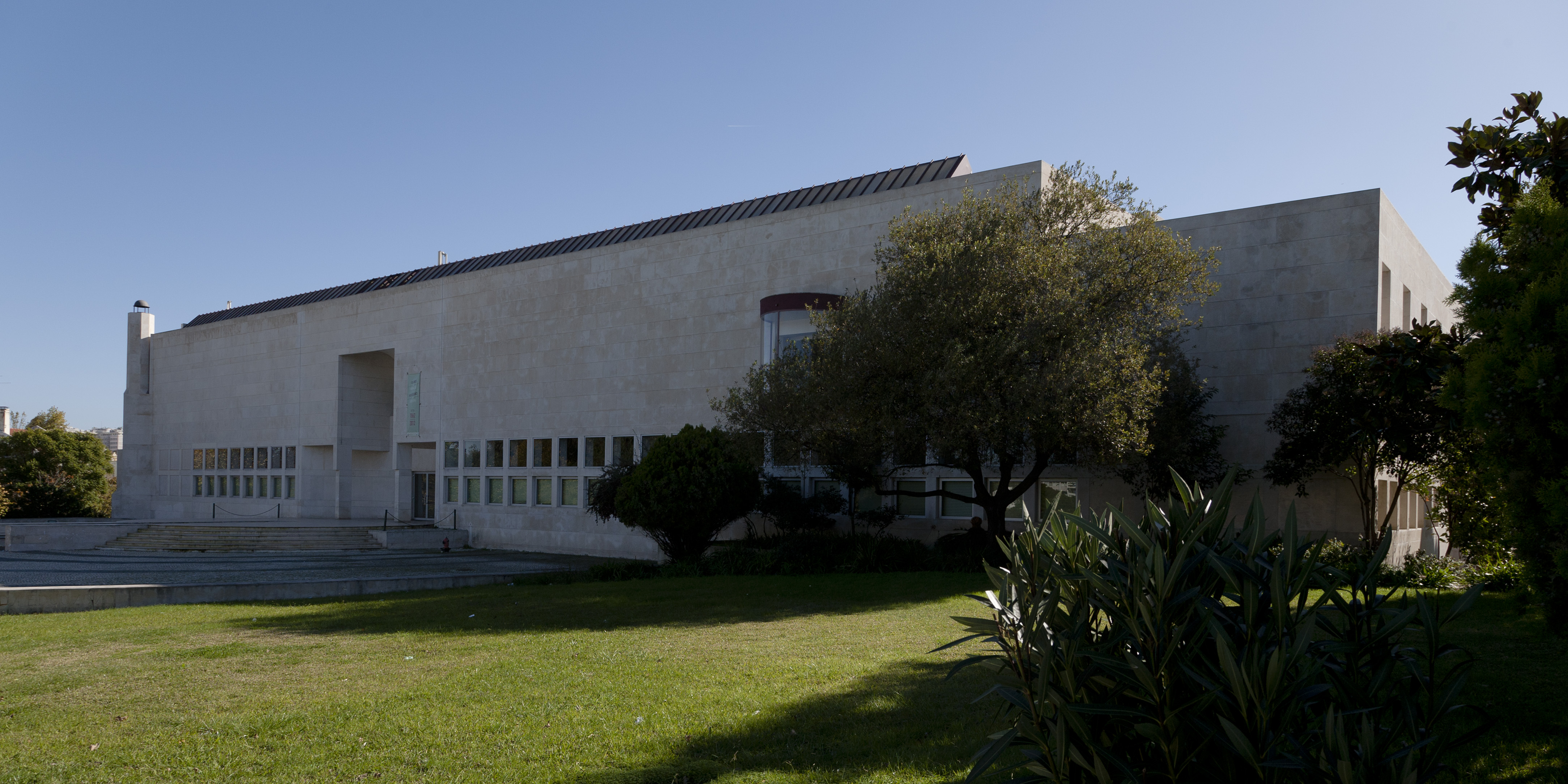
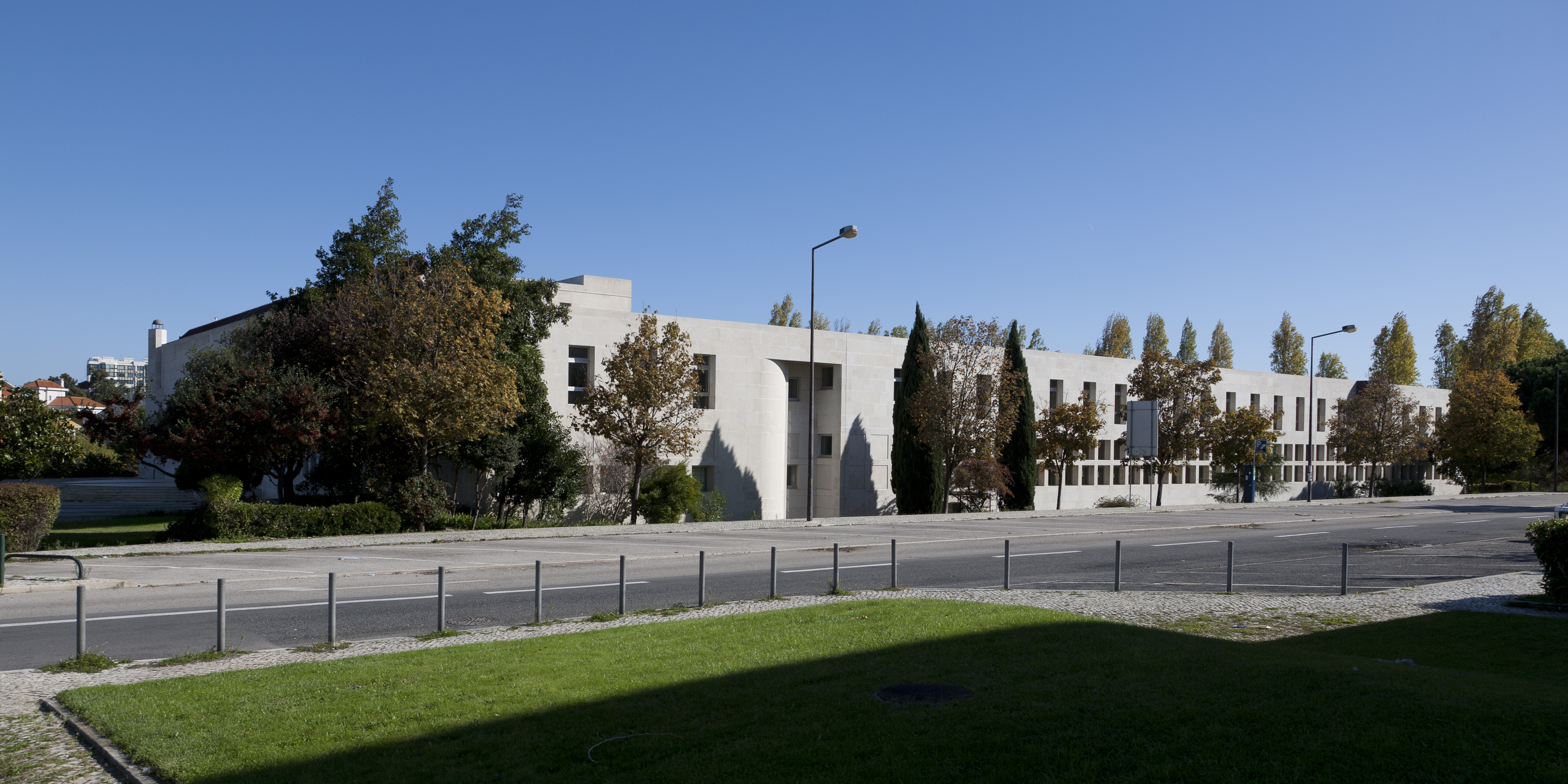
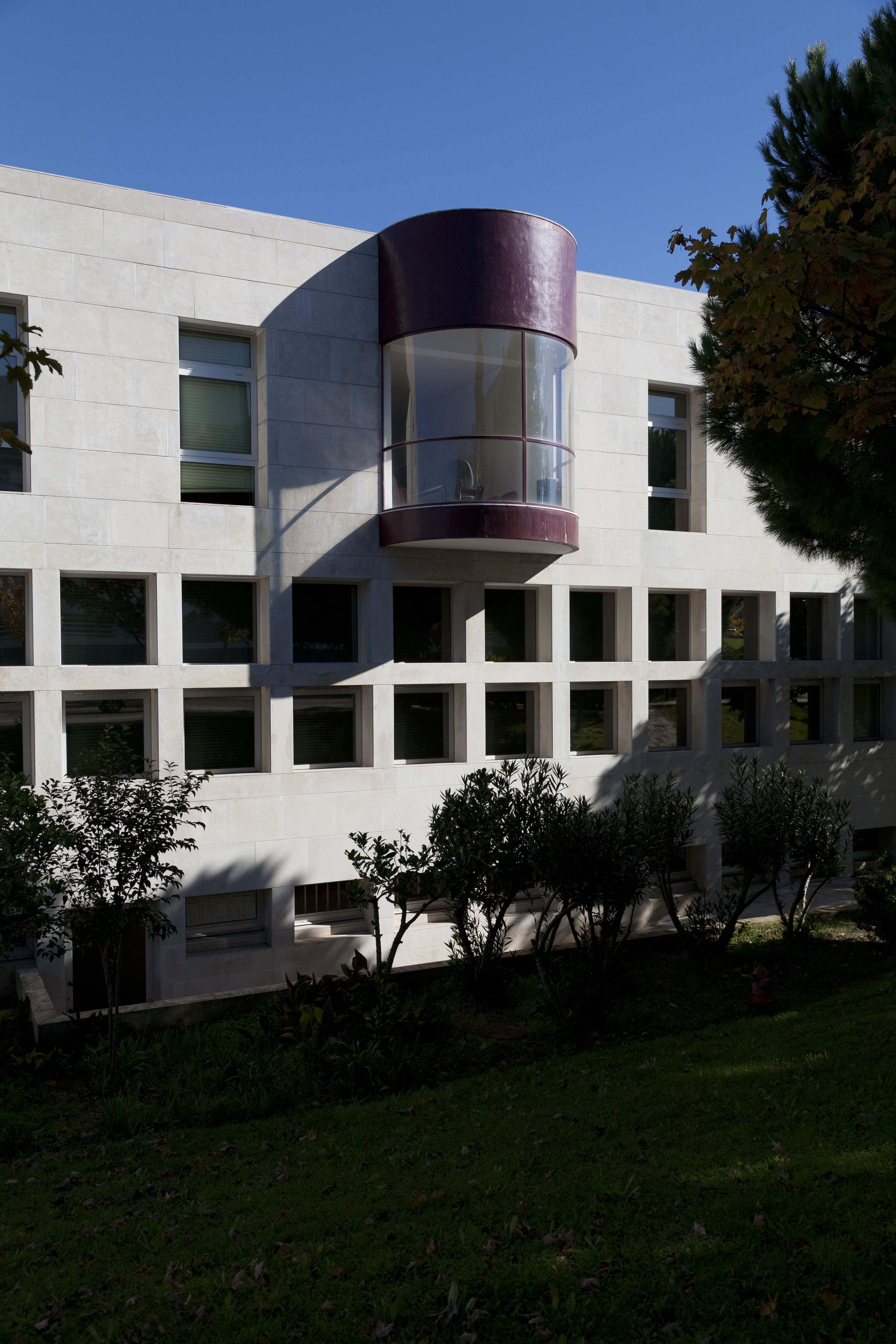
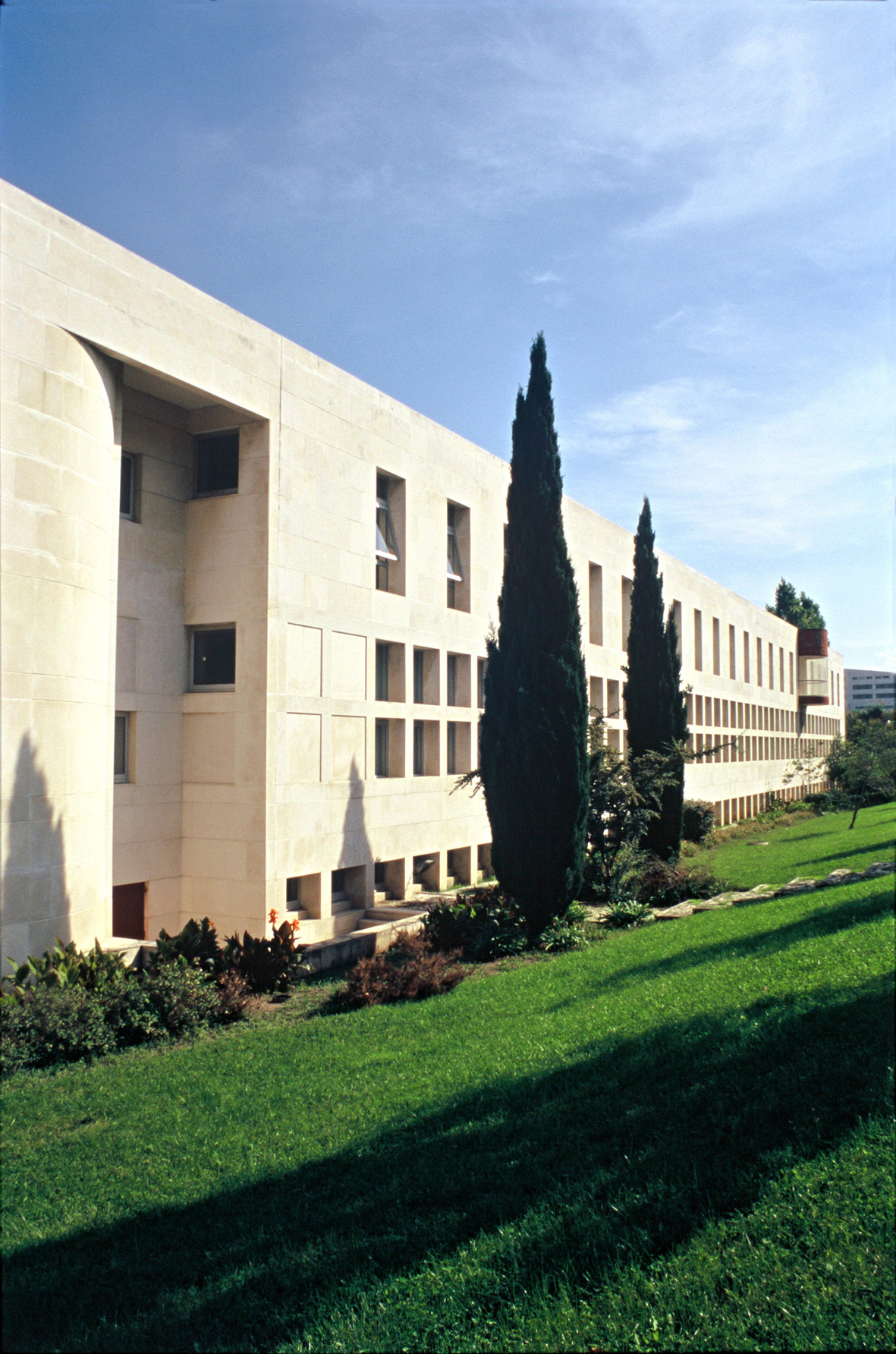
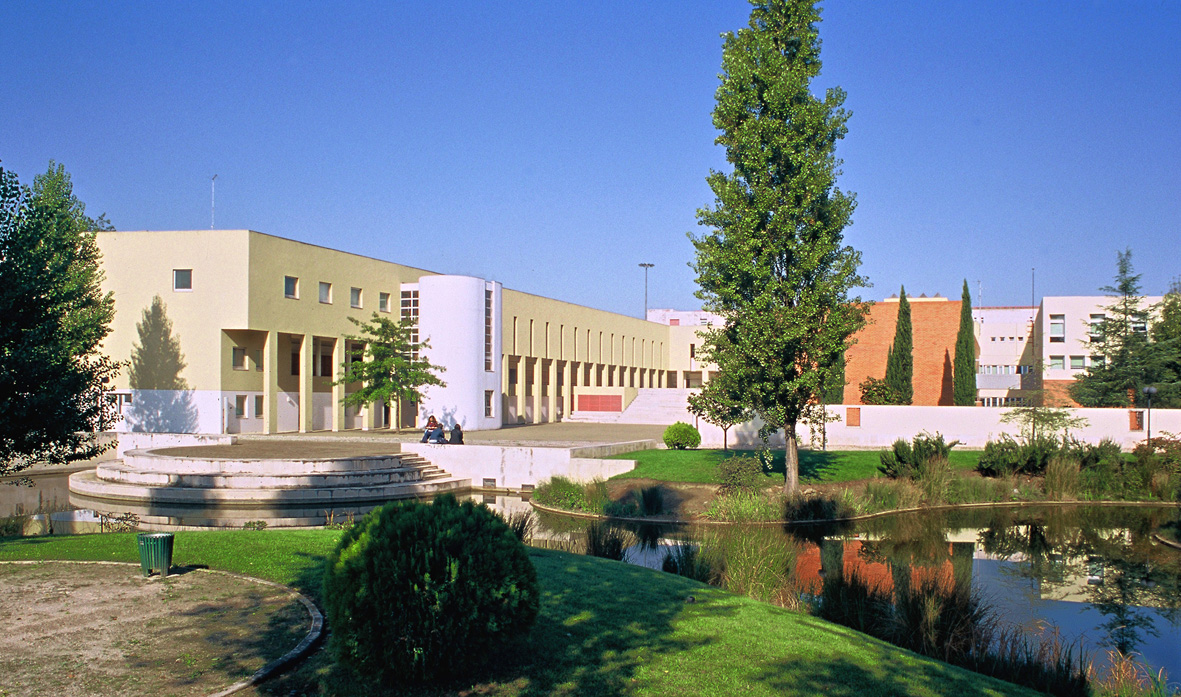
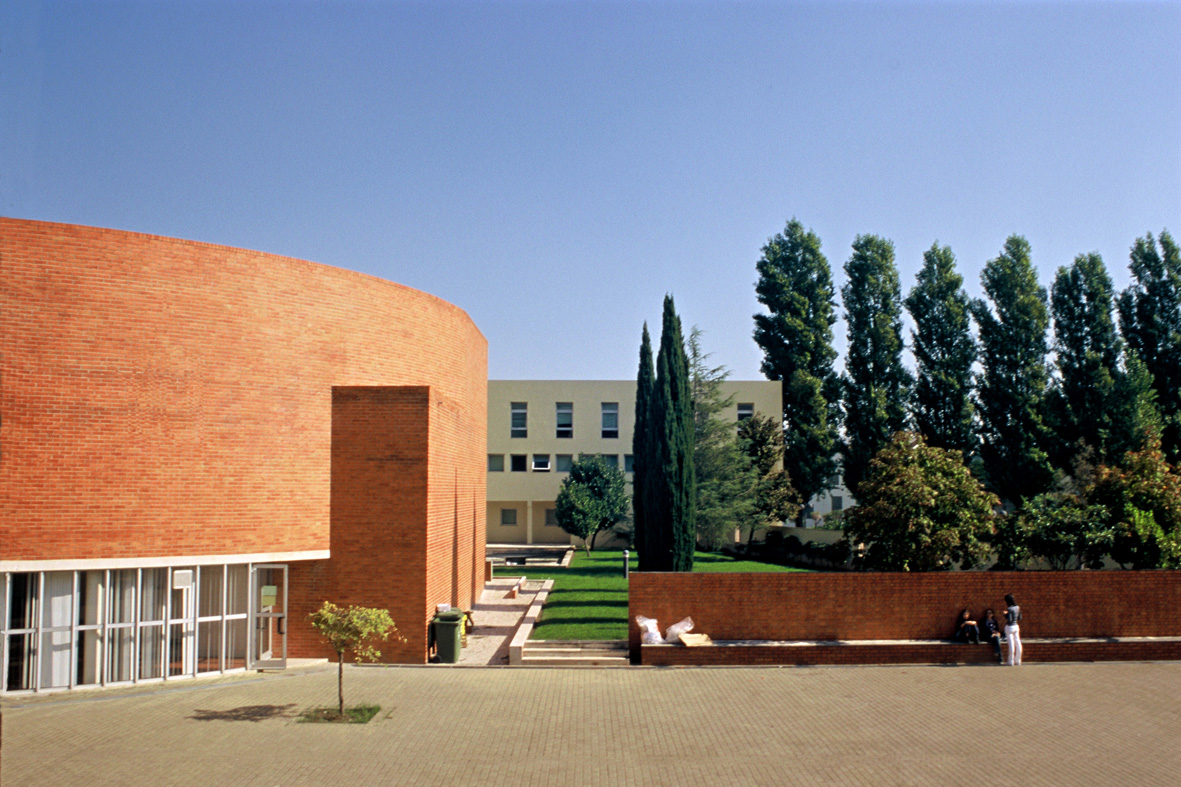
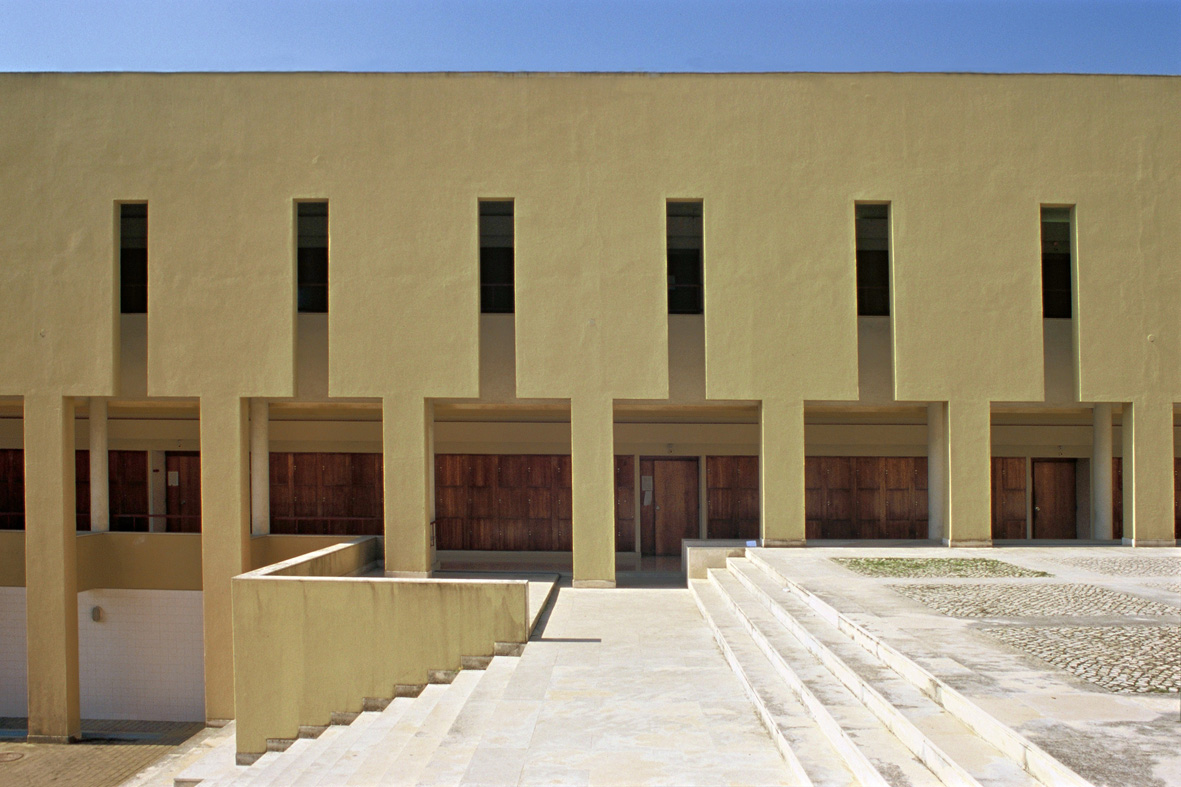

### Ponte pedonal do Bom Sucesso, Belém

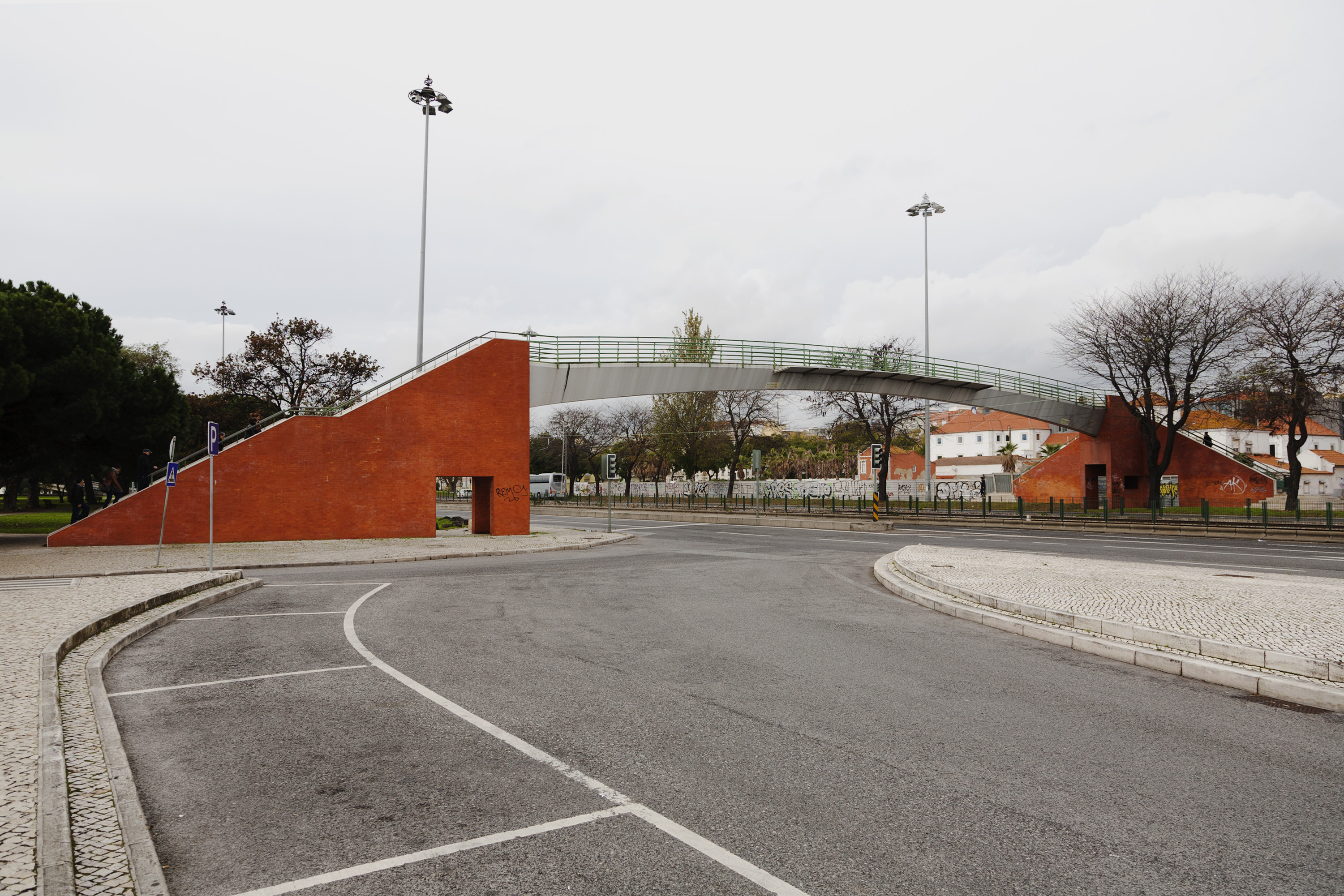
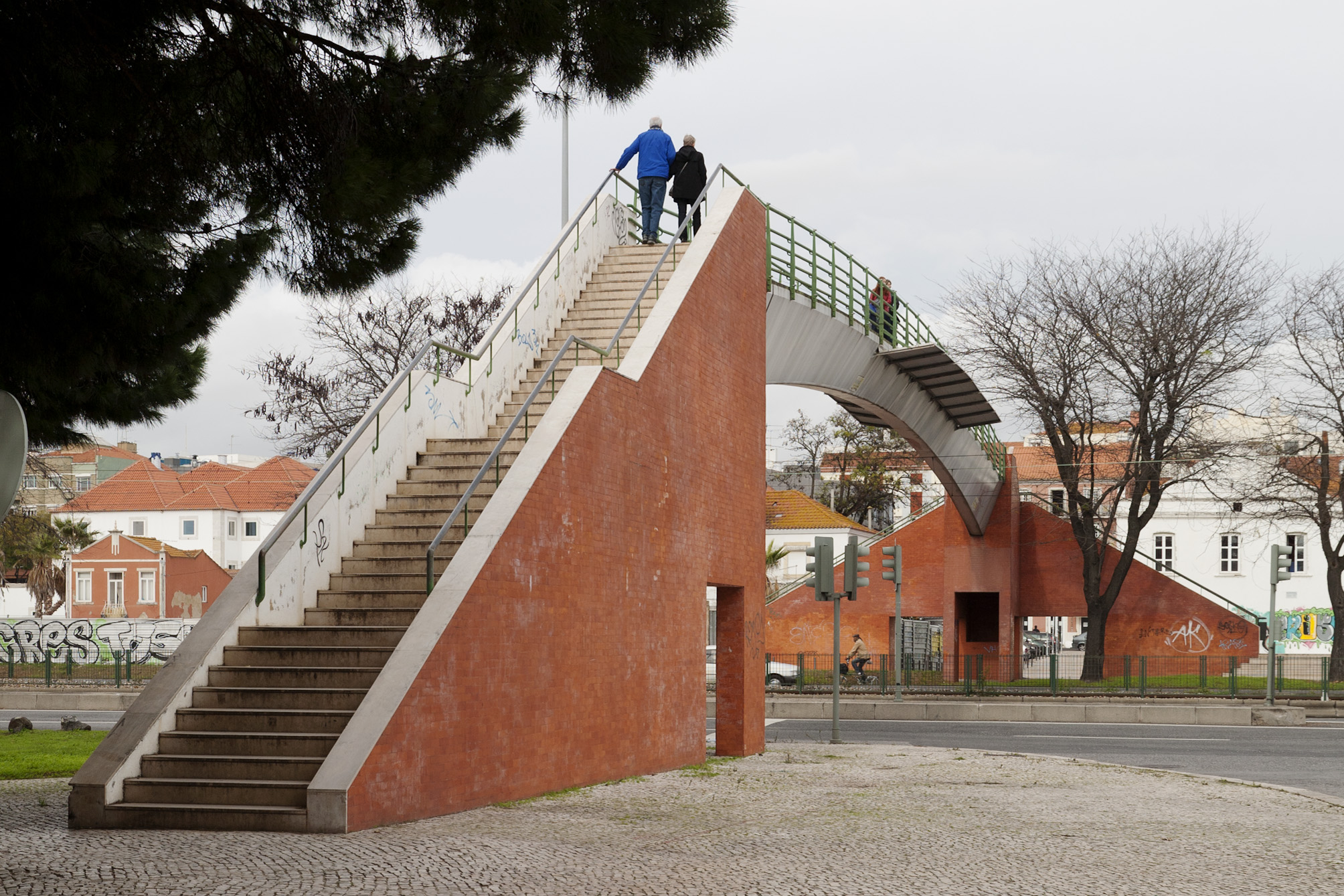
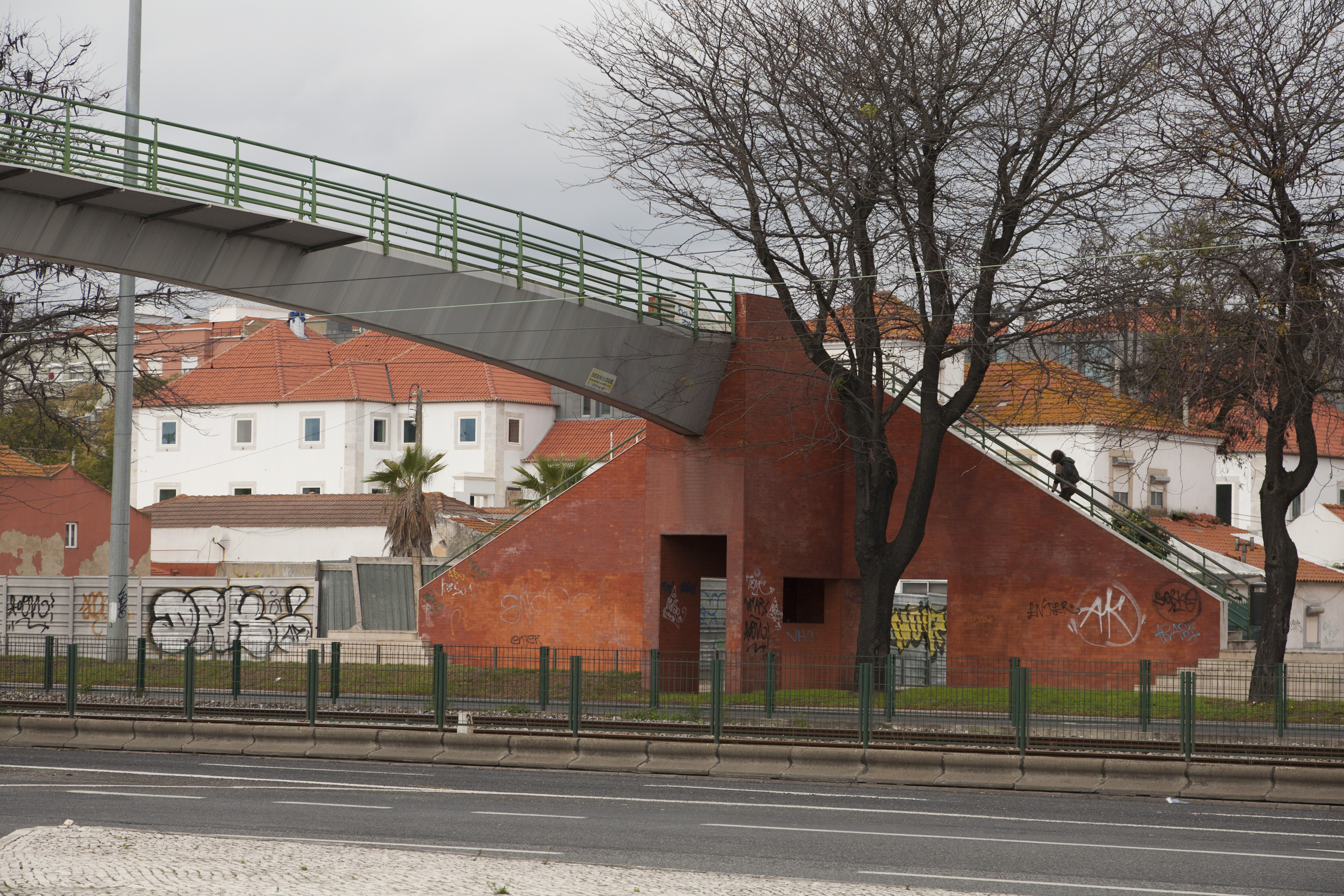

### Hotel Pestana Palace, Lisboa

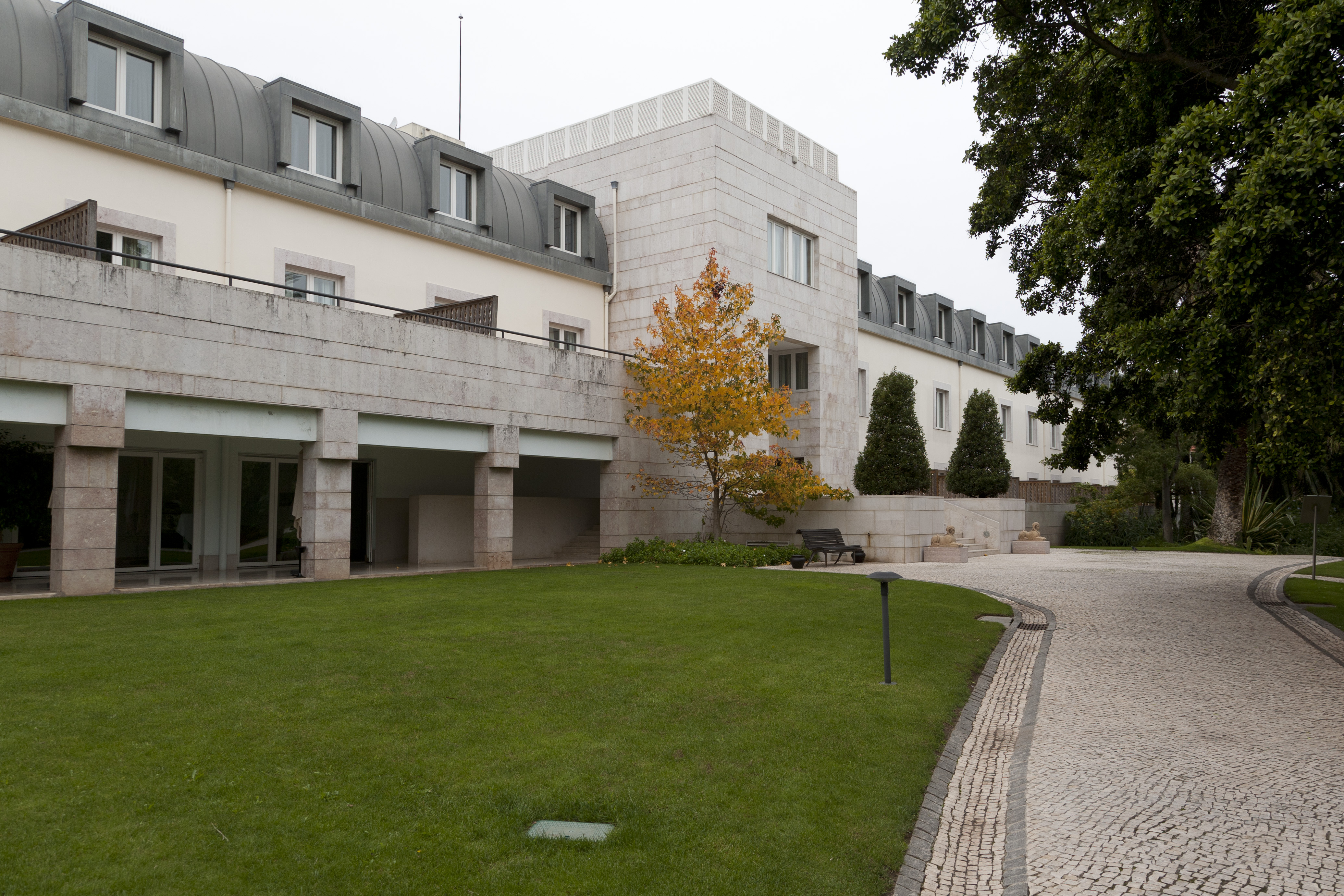
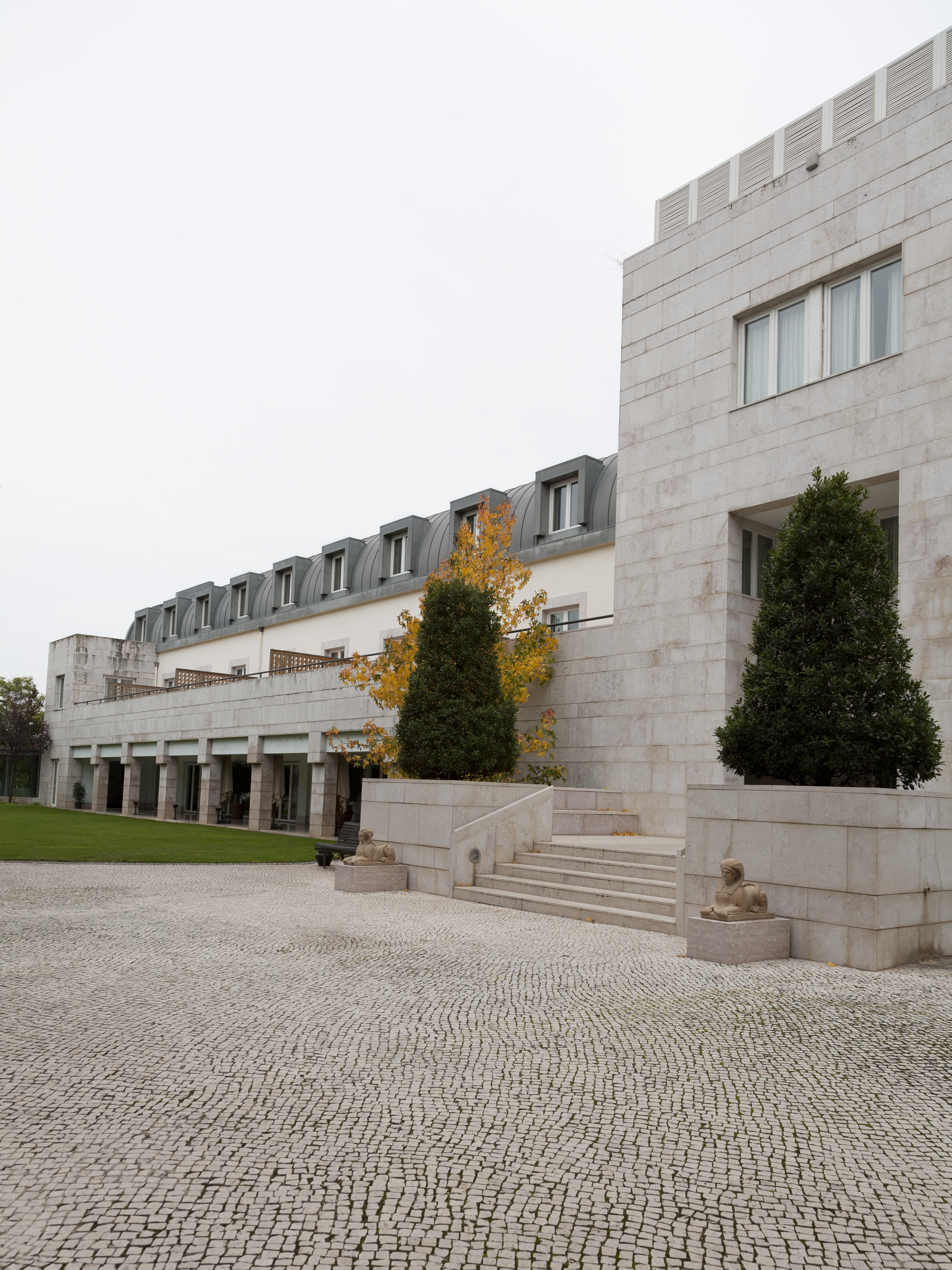
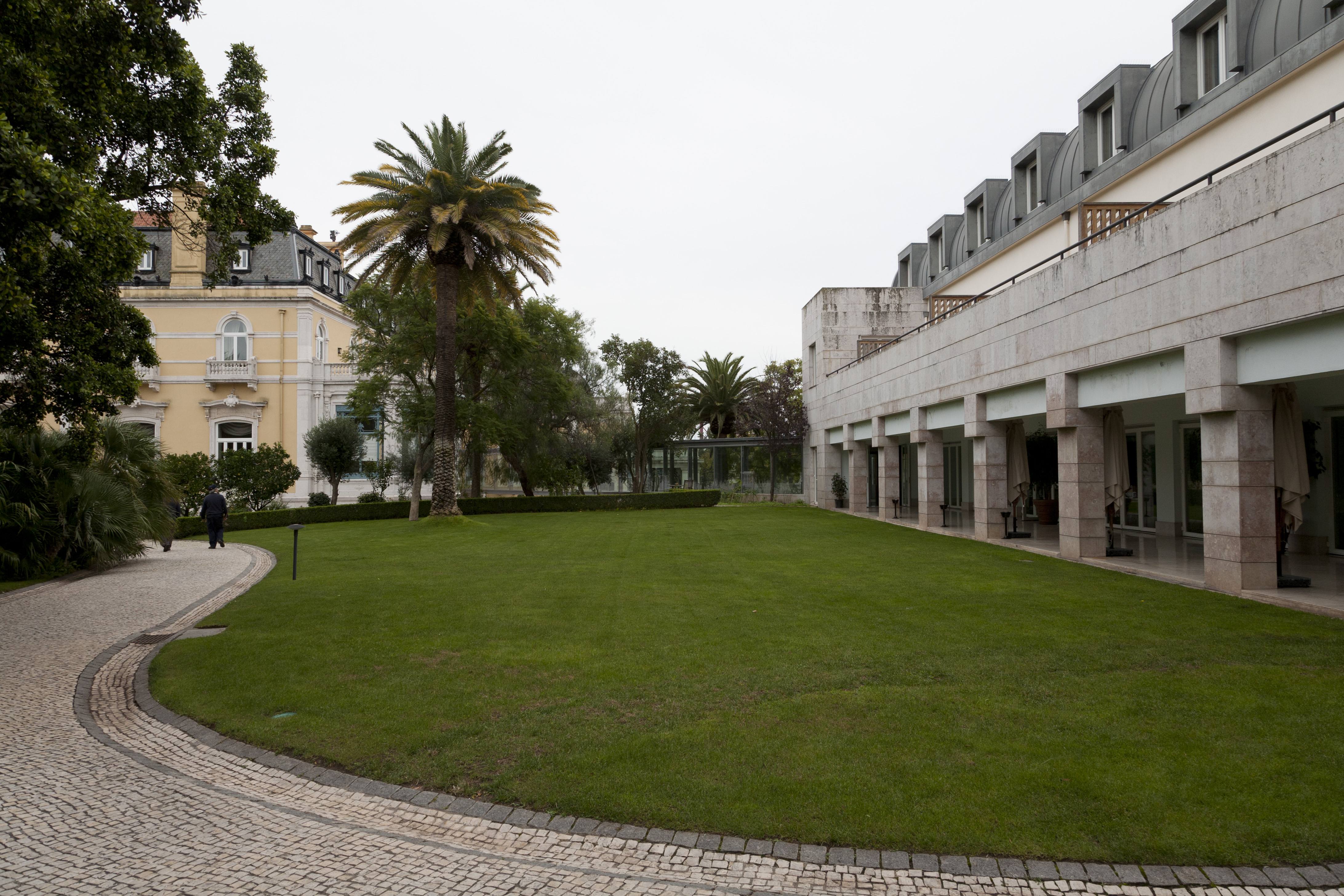
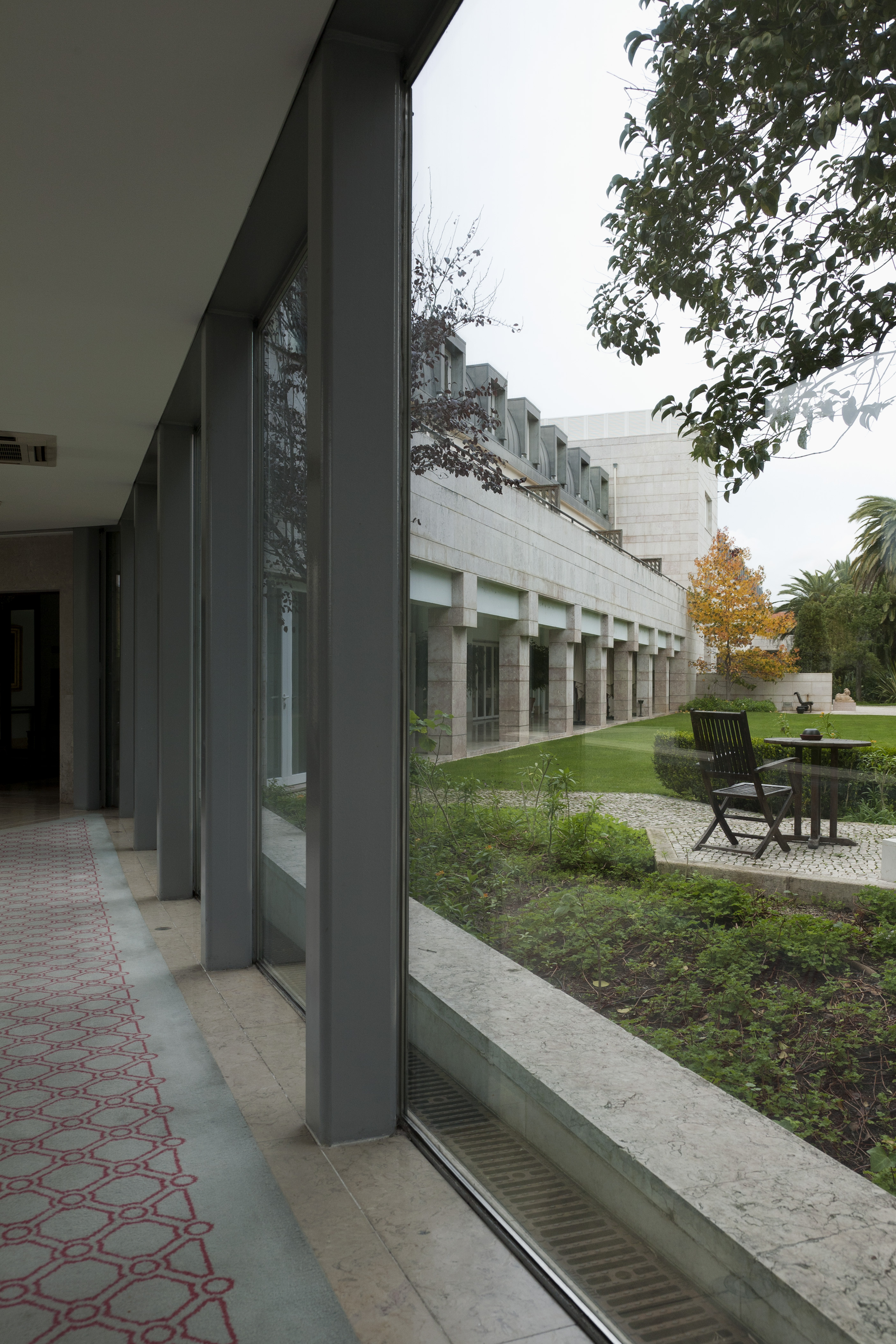
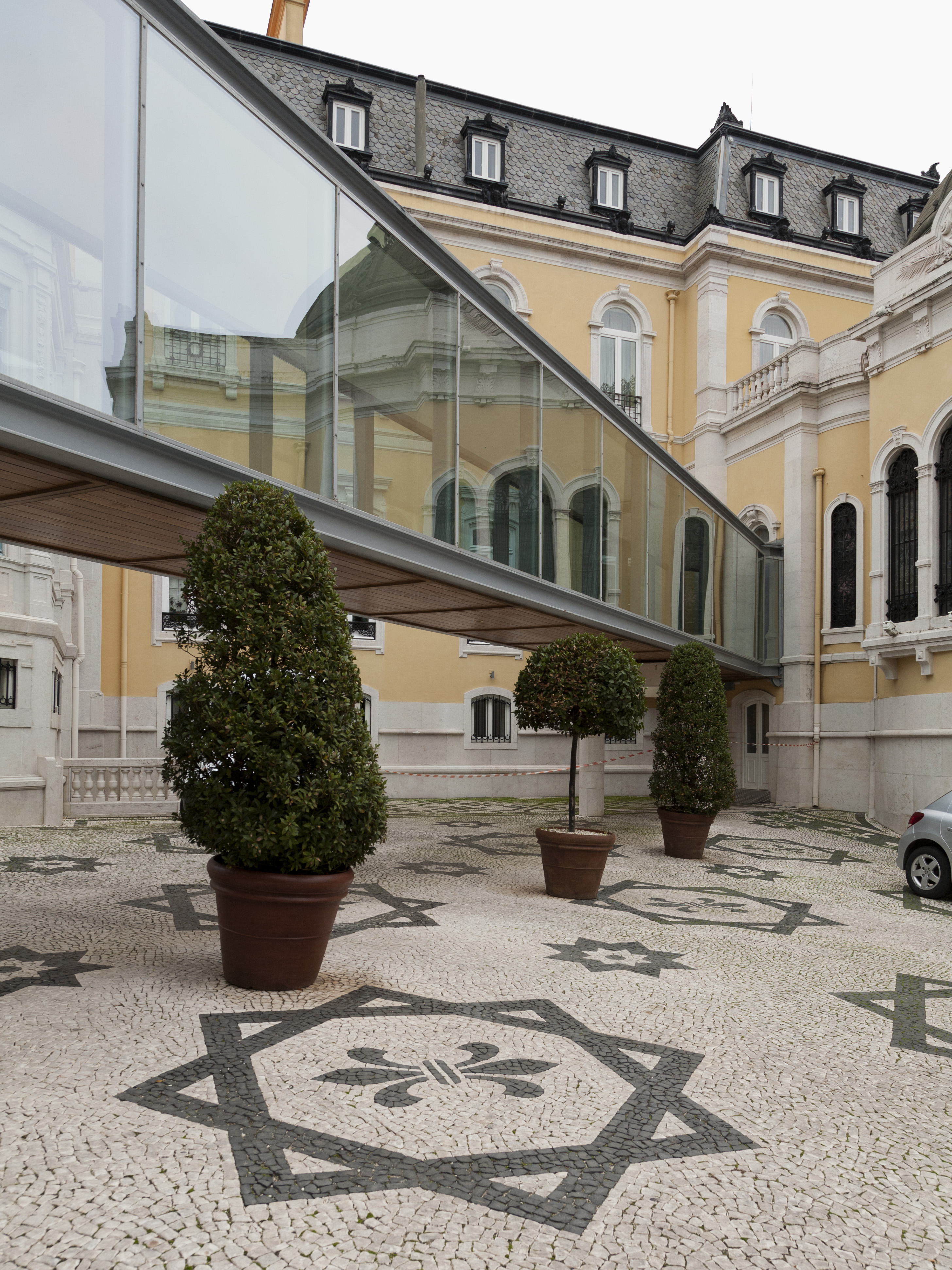
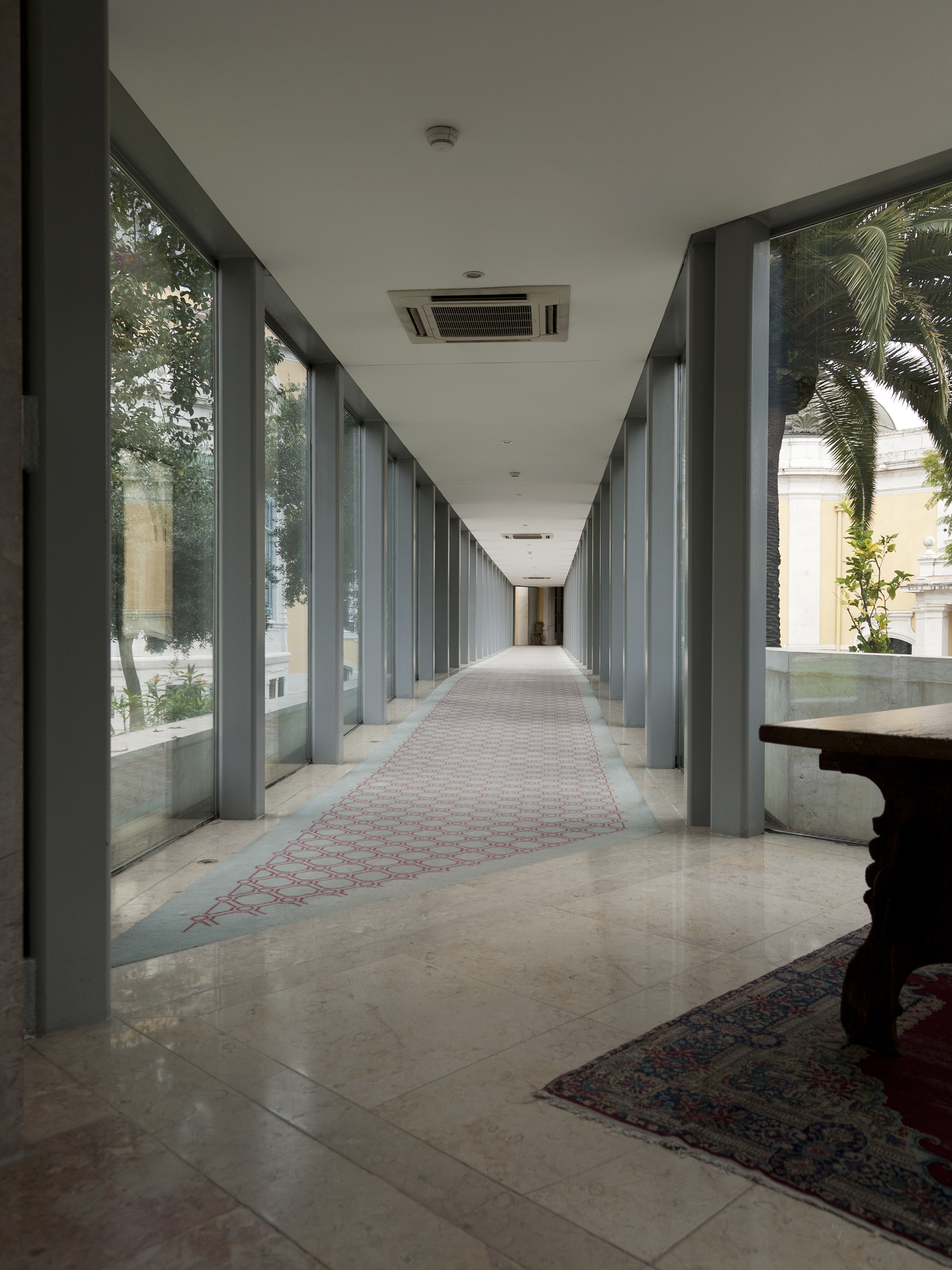
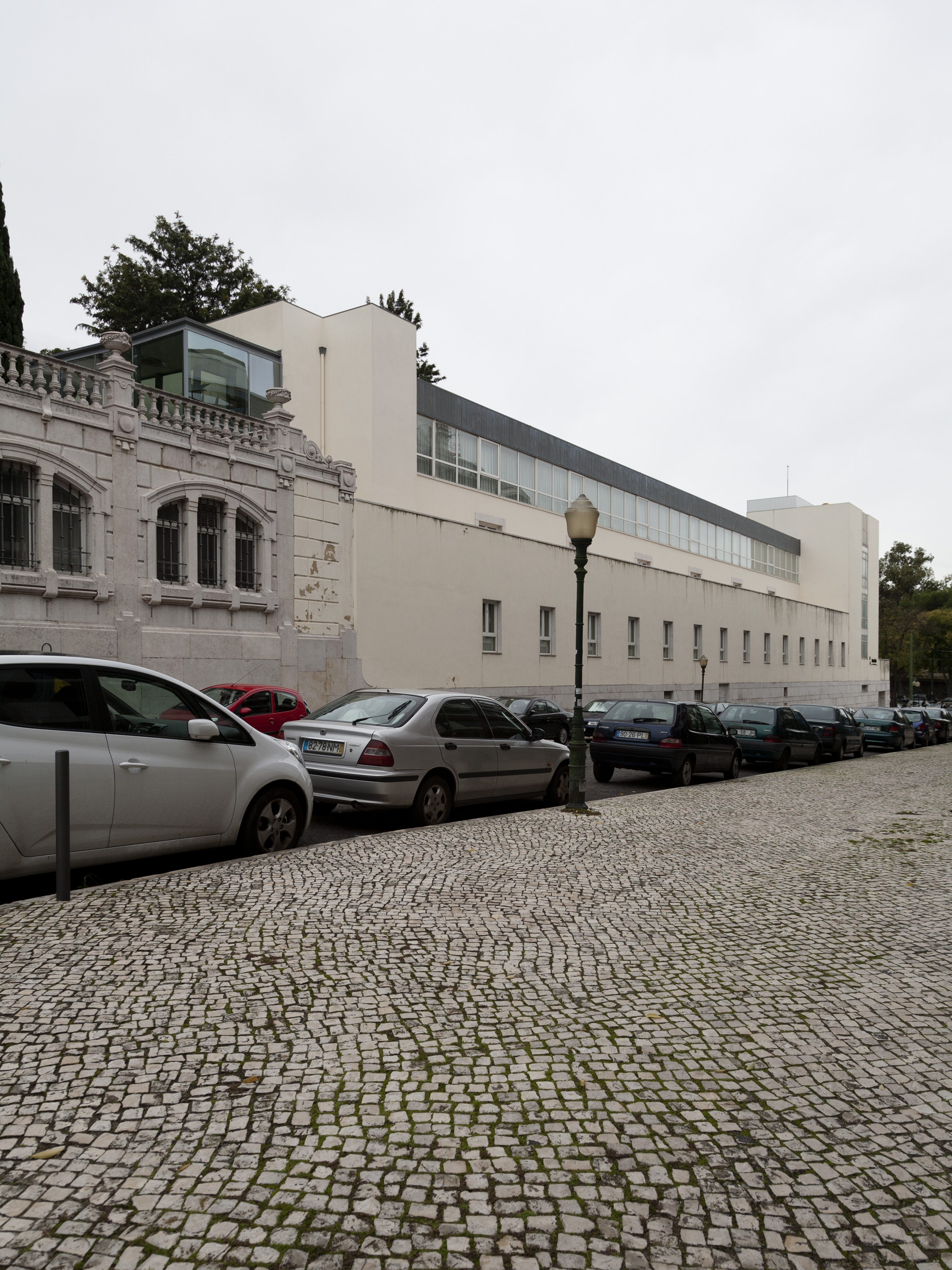

### Estação Alameda, Lisboa

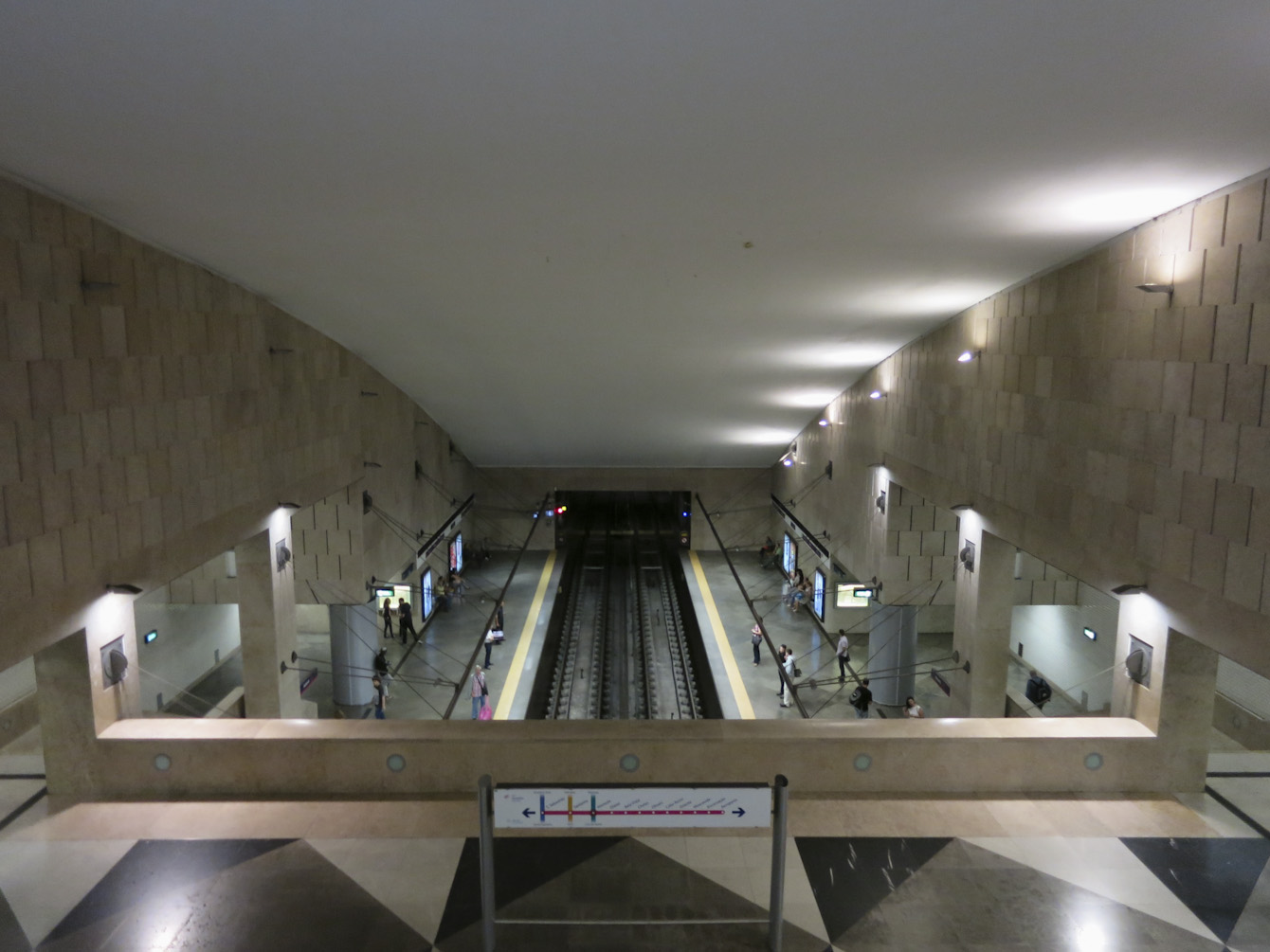
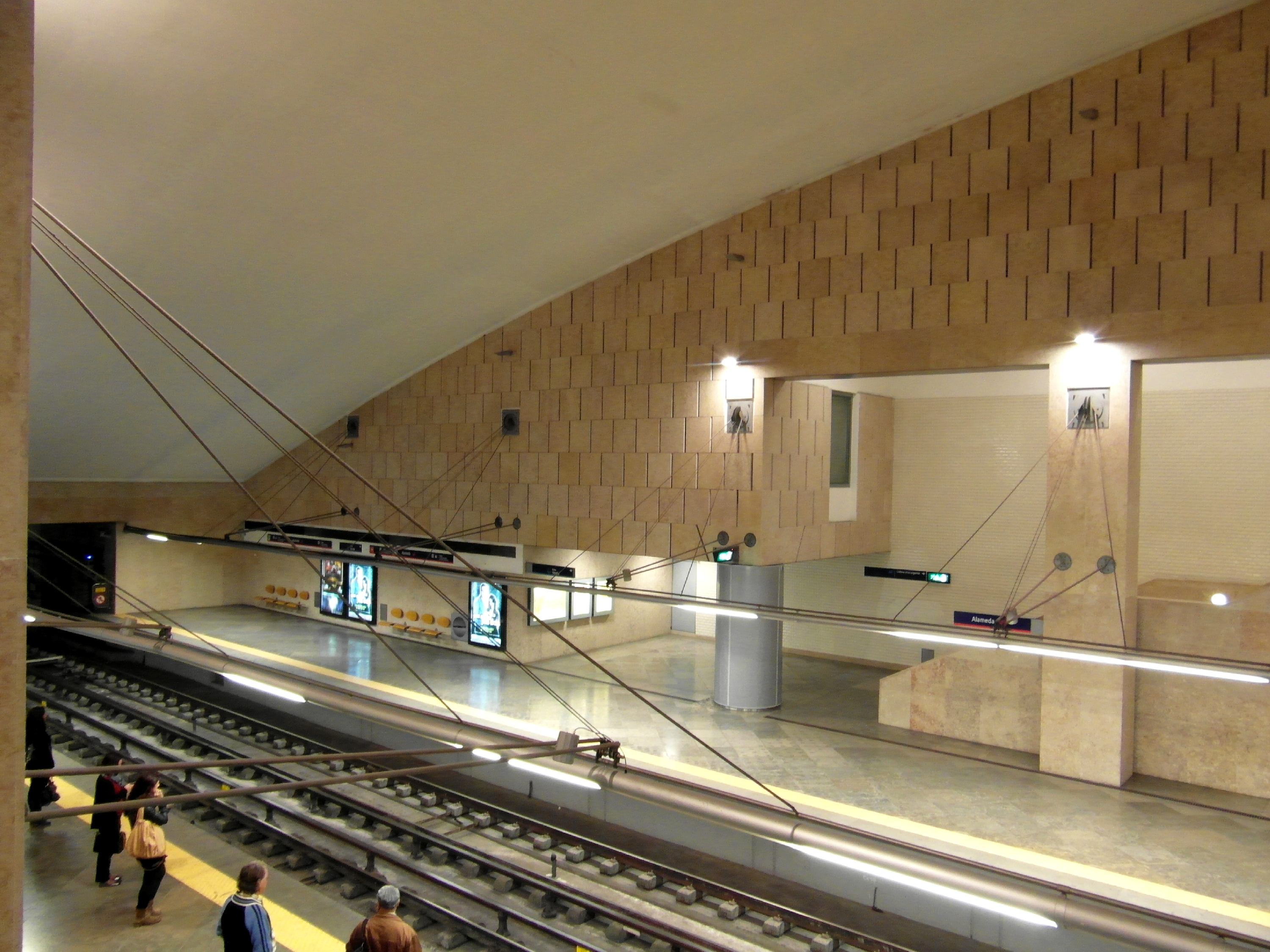
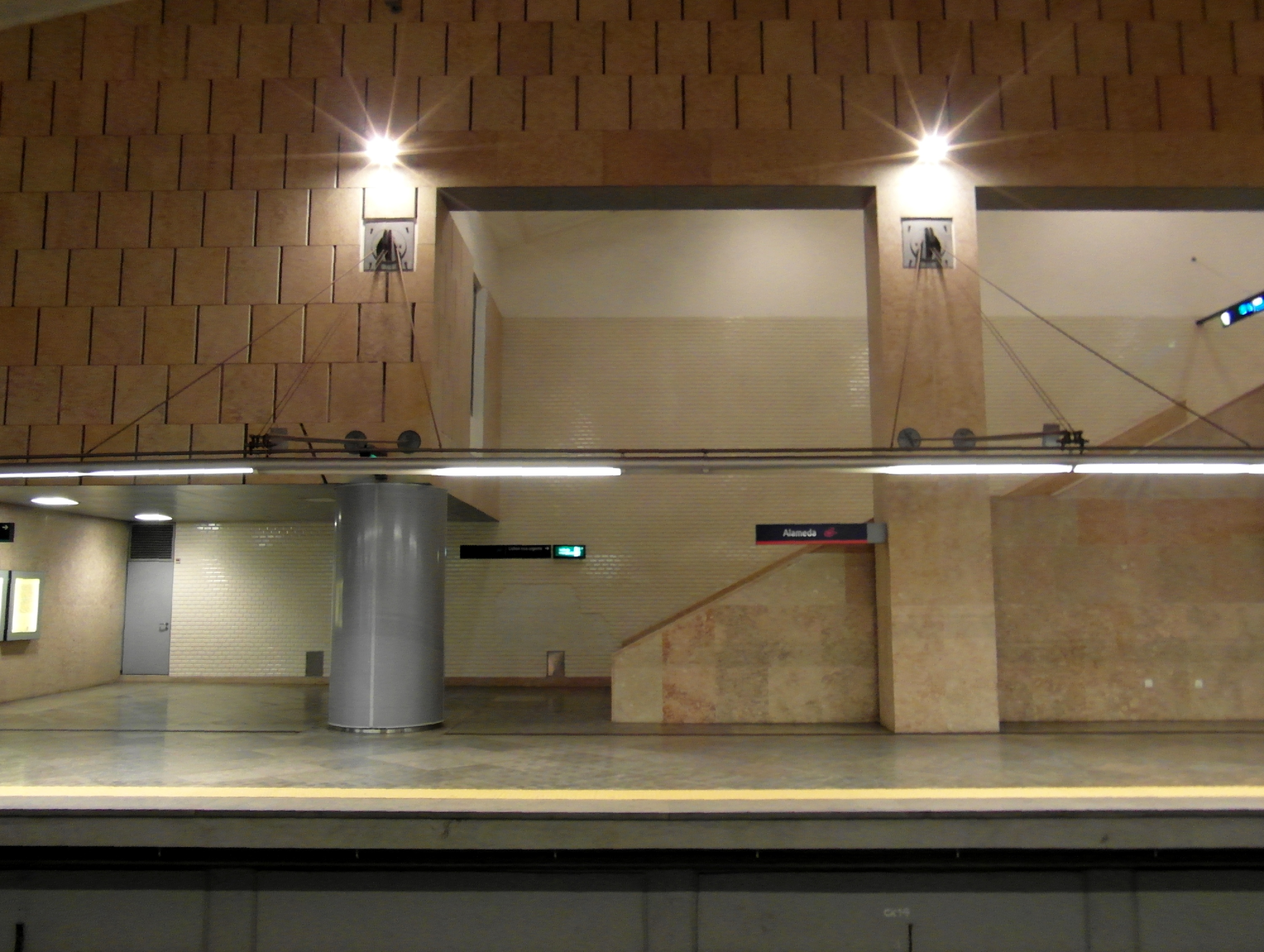
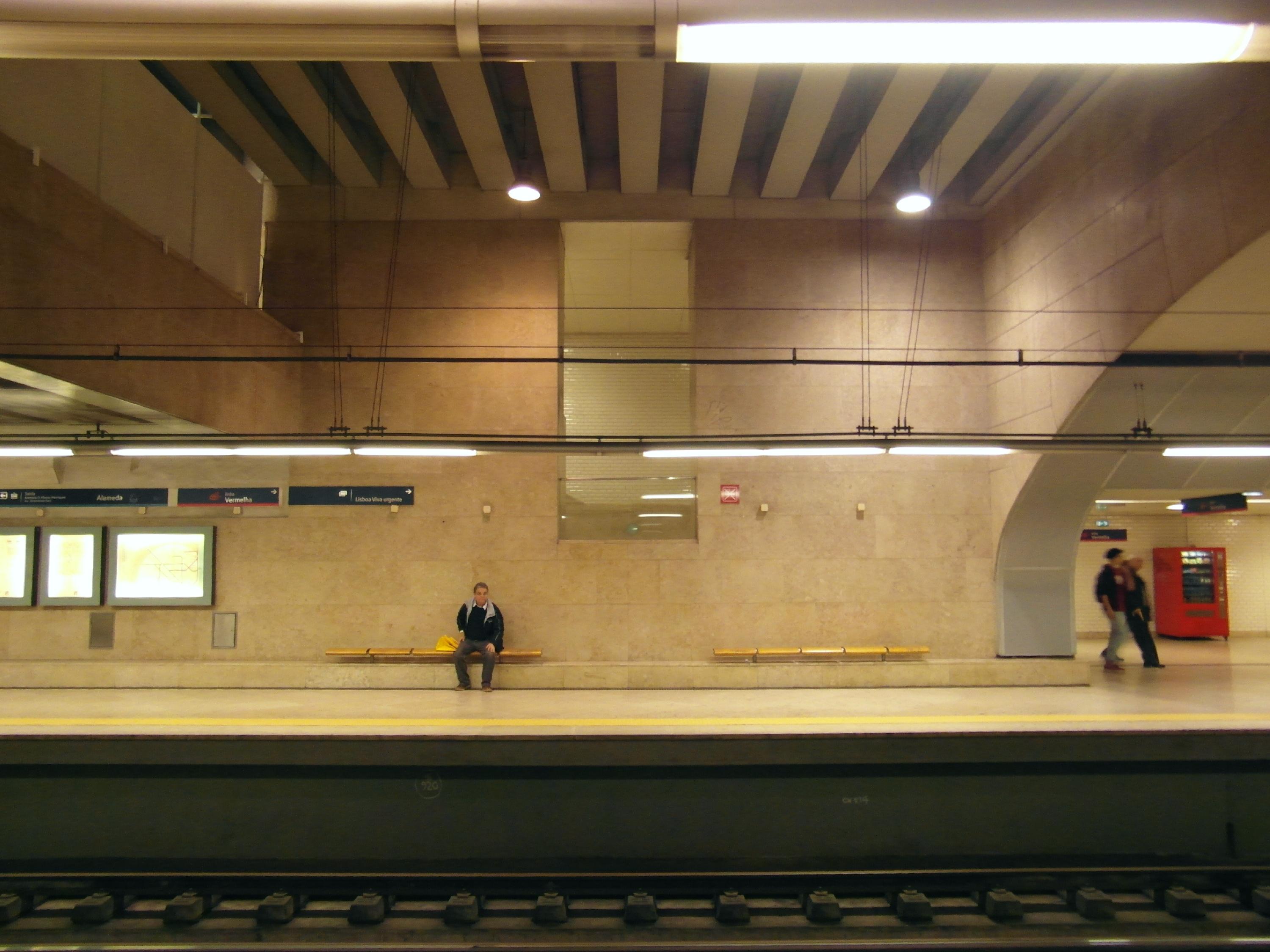
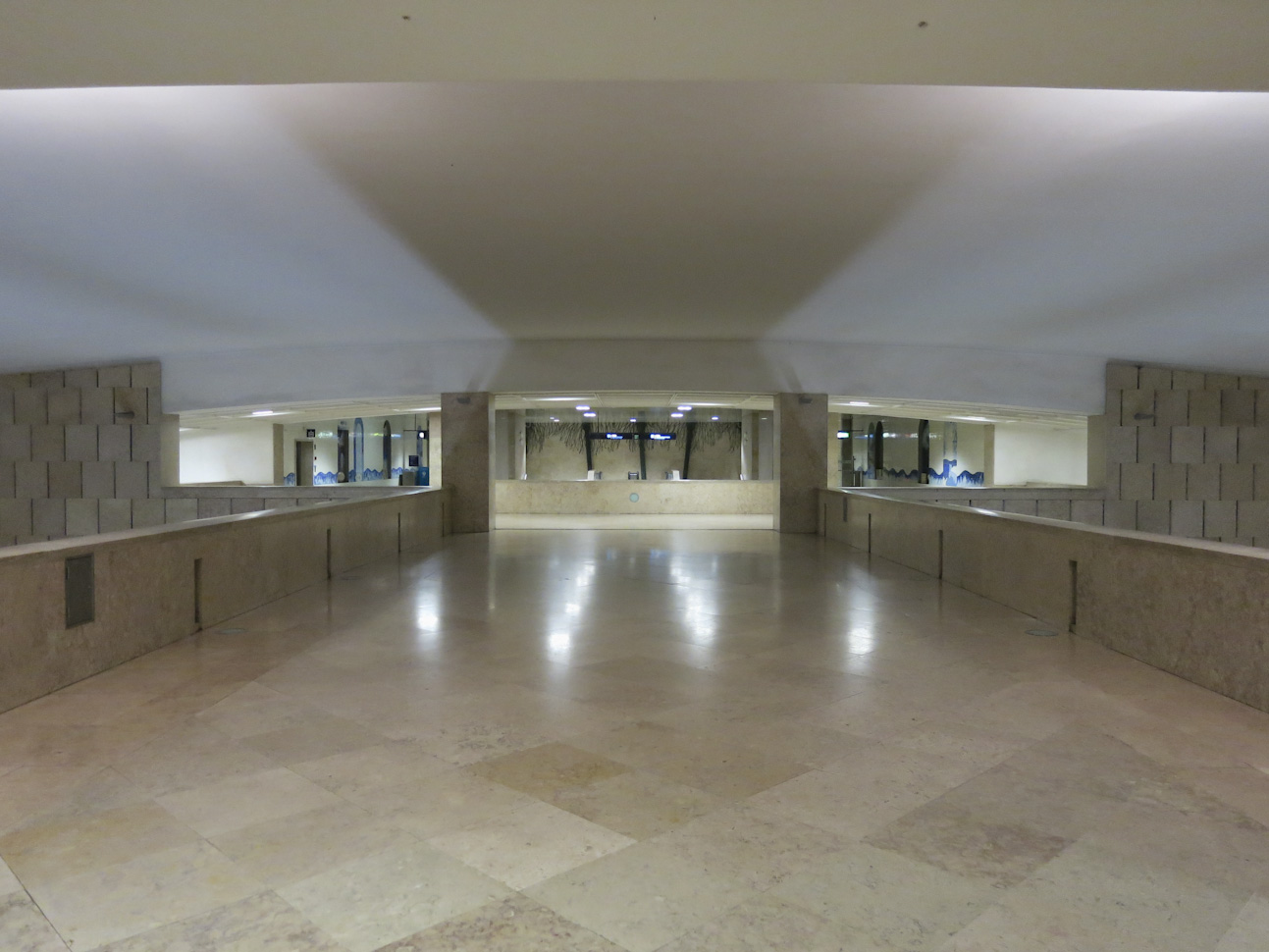
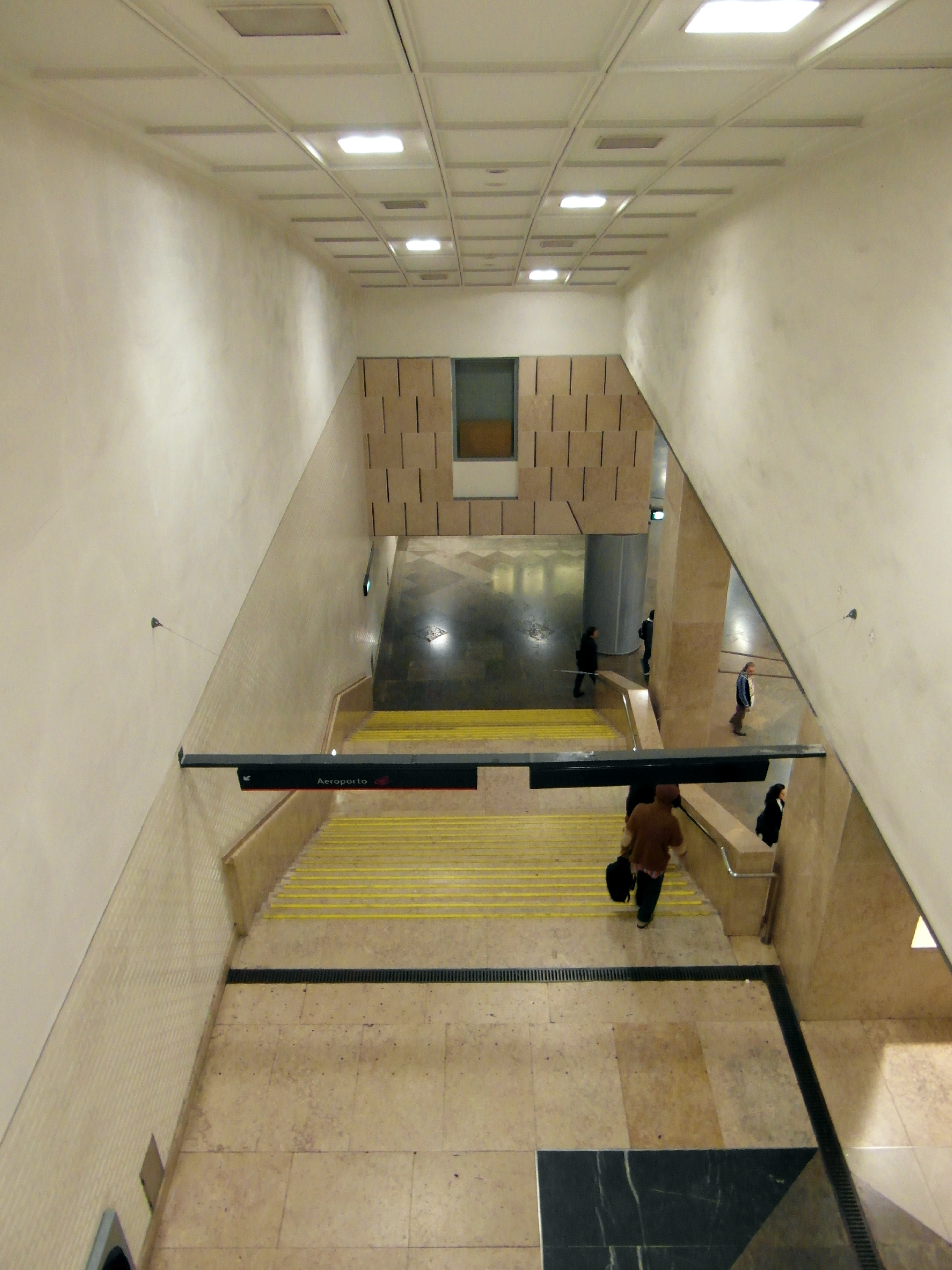

### Conjunto de edifícios, Cais do Sodré

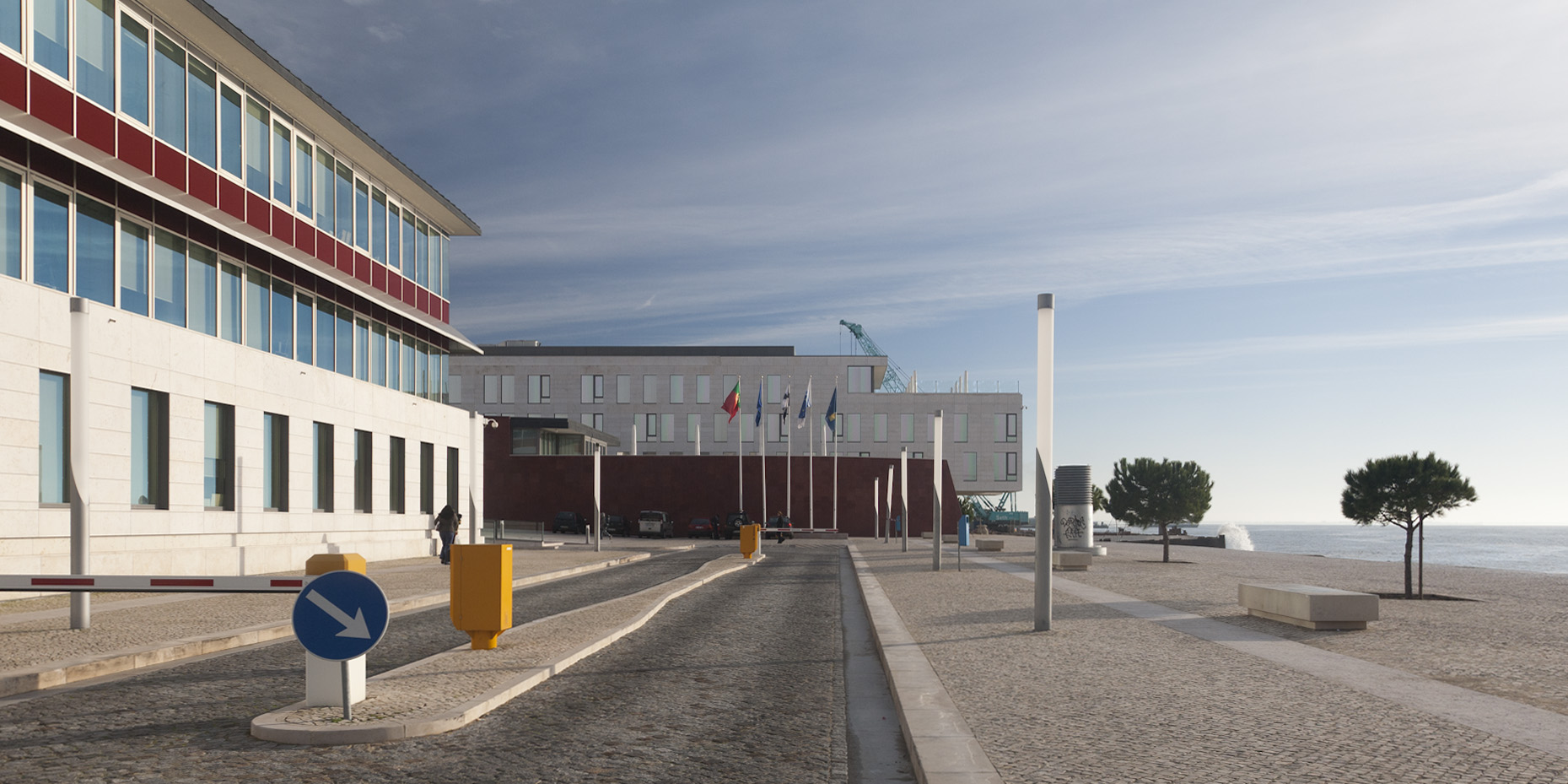
Conjunto de edifícios, Cais do Sodré
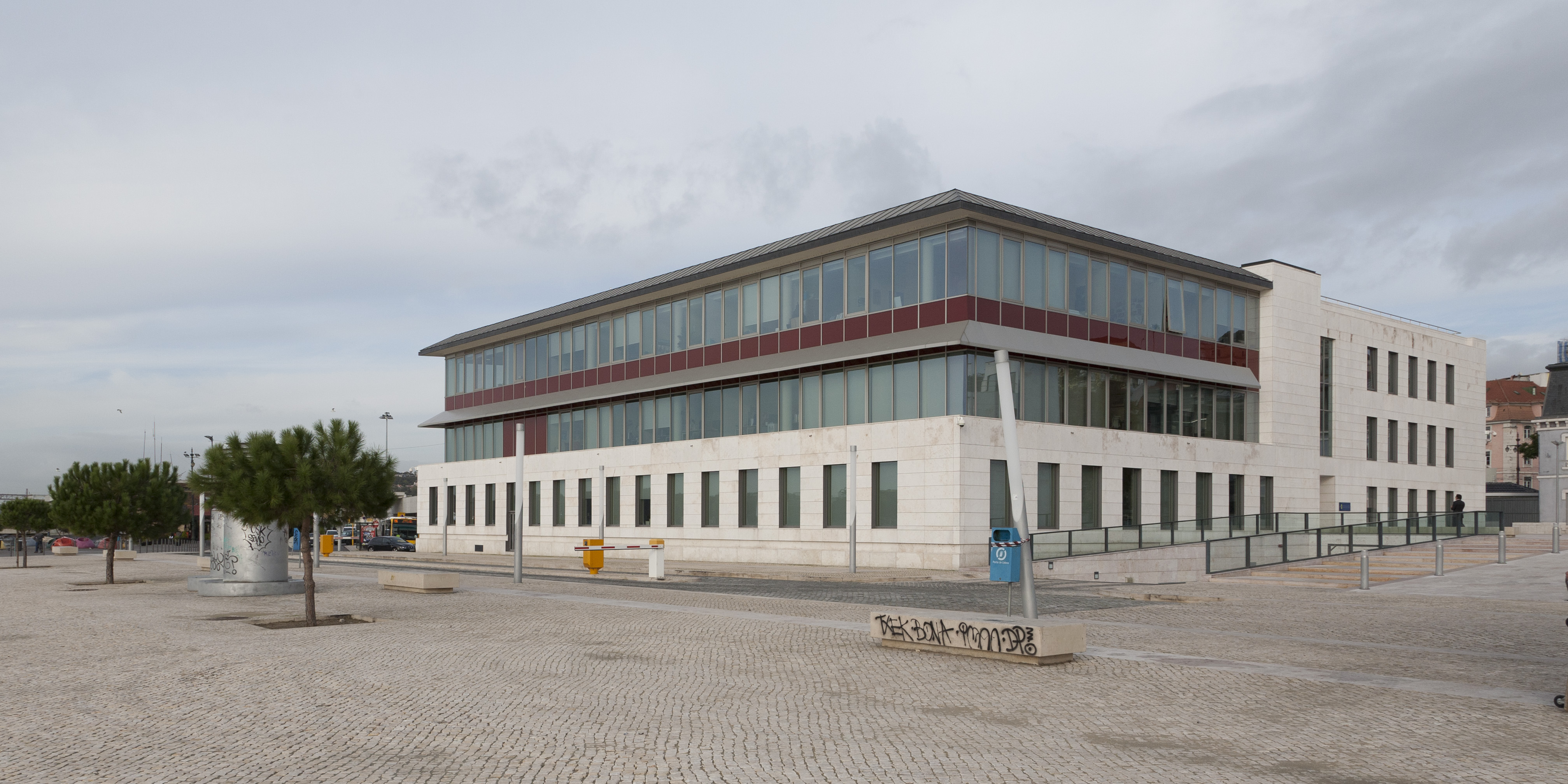
Observ. Europeu da Droga e Toxicodependência
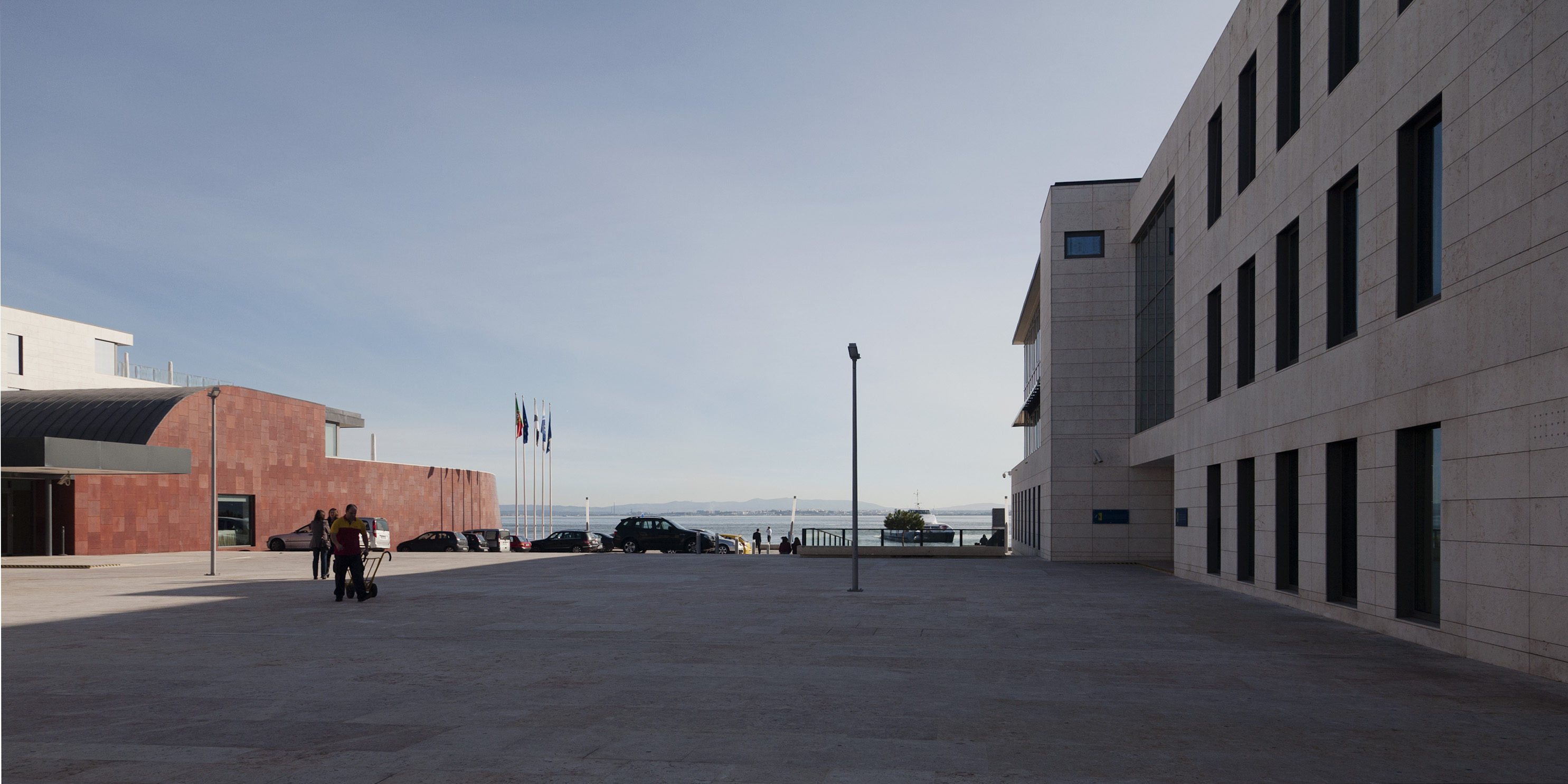
Conjunto de edifícios, Cais do Sodré
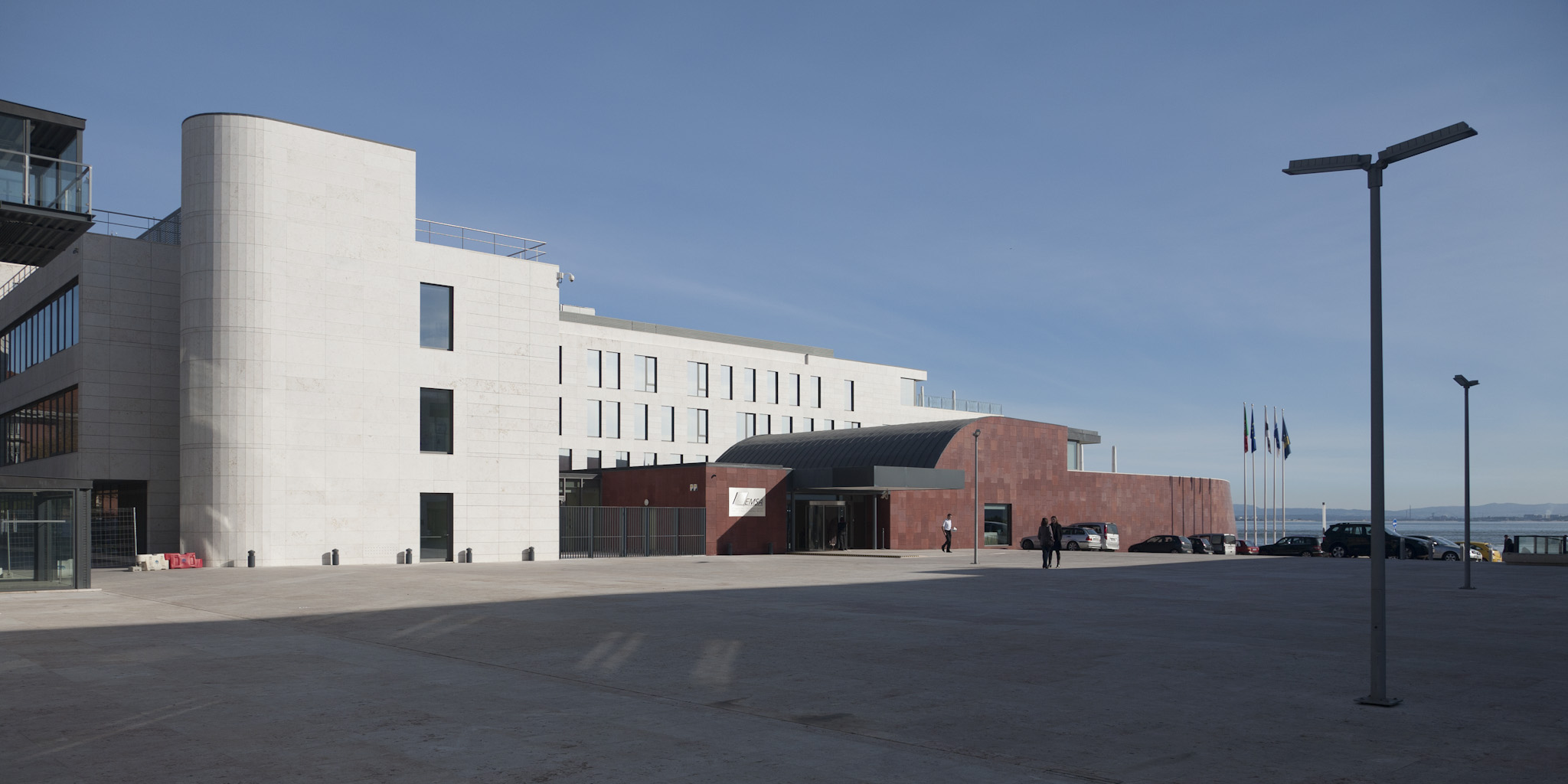
Agência Europeia de Segurança Marítima
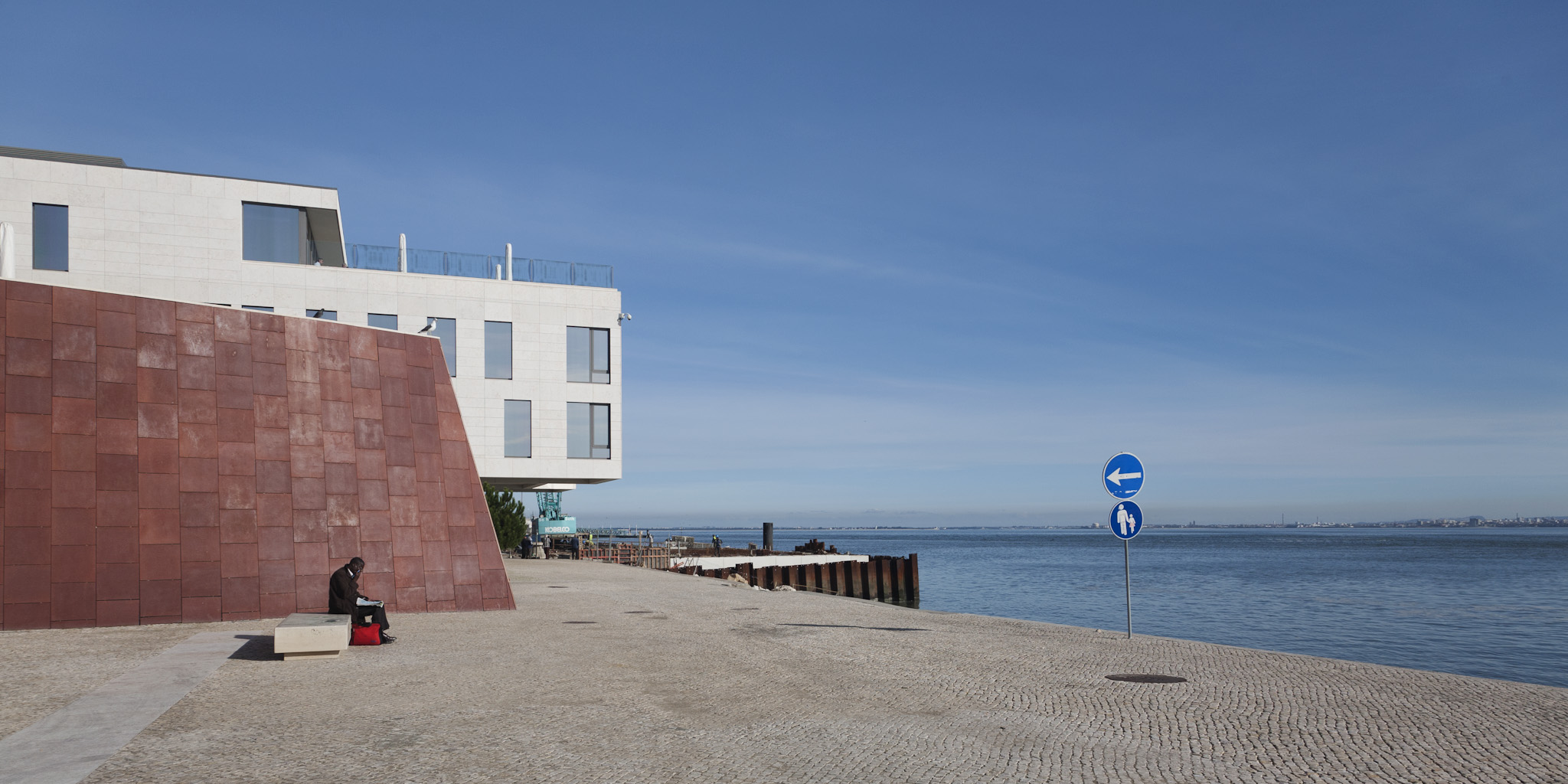
Agência Europeia de Segurança Marítima
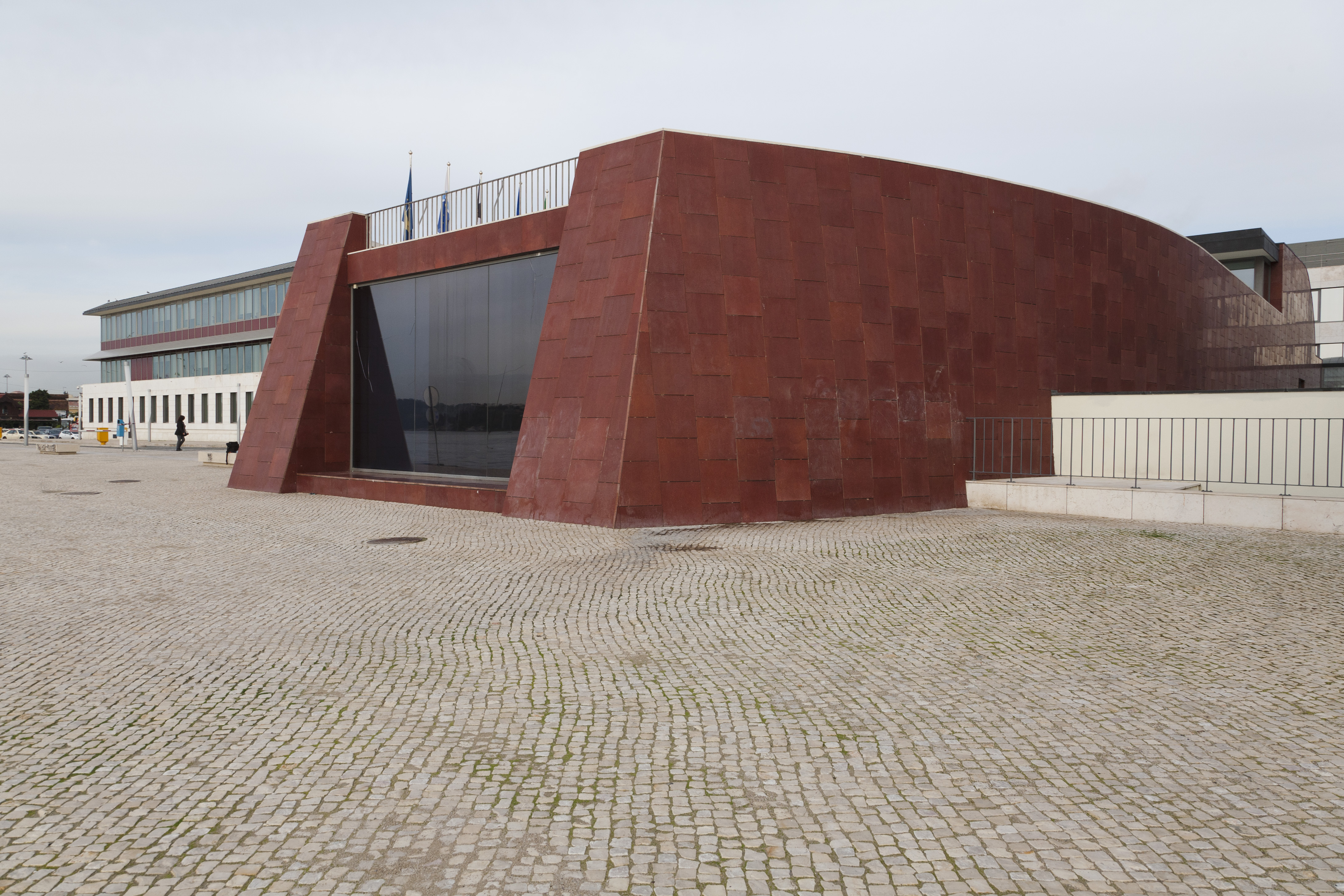
Agência Europeia de Segurança Marítima
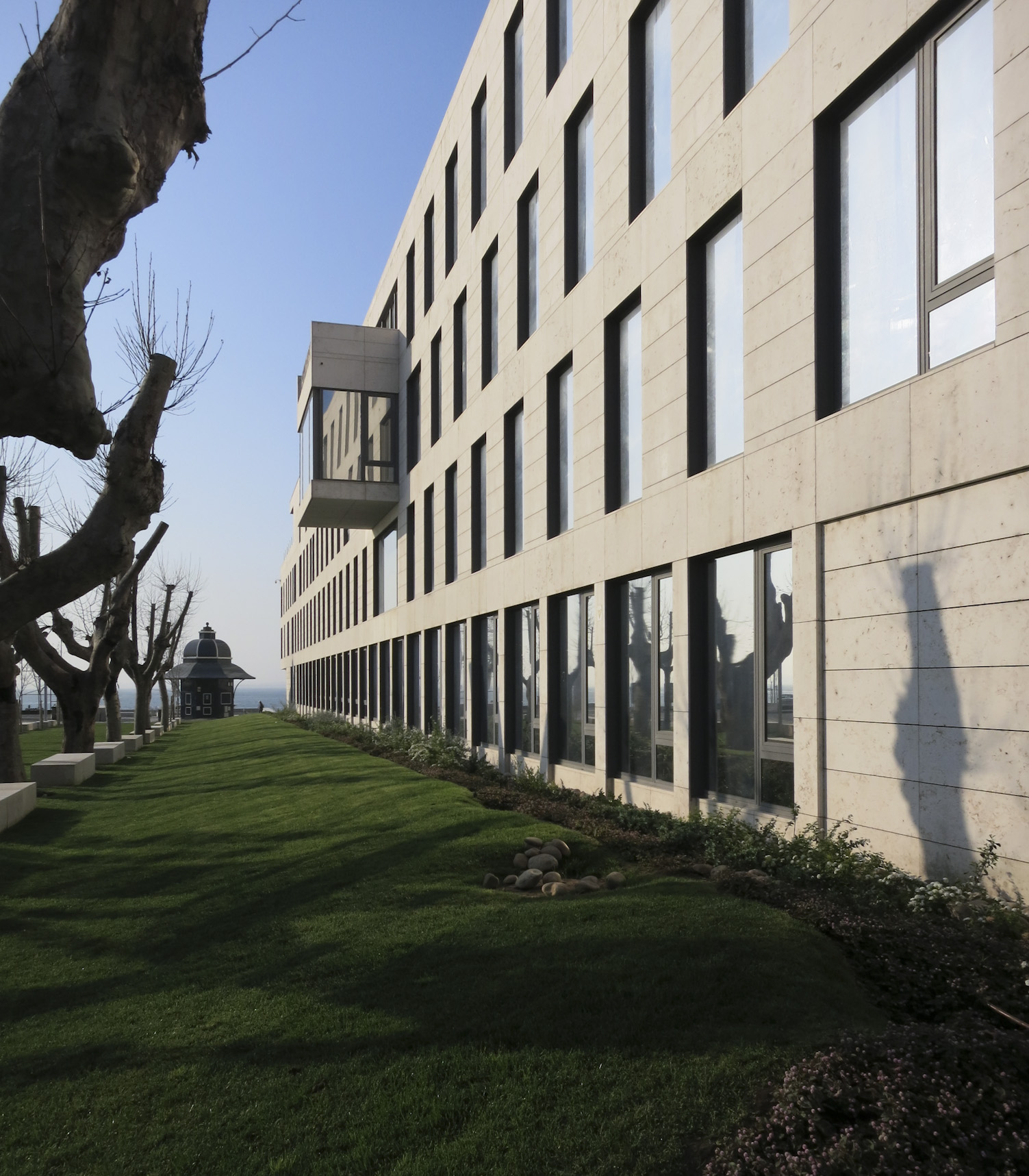
Agência Europeia de Segurança Marítima
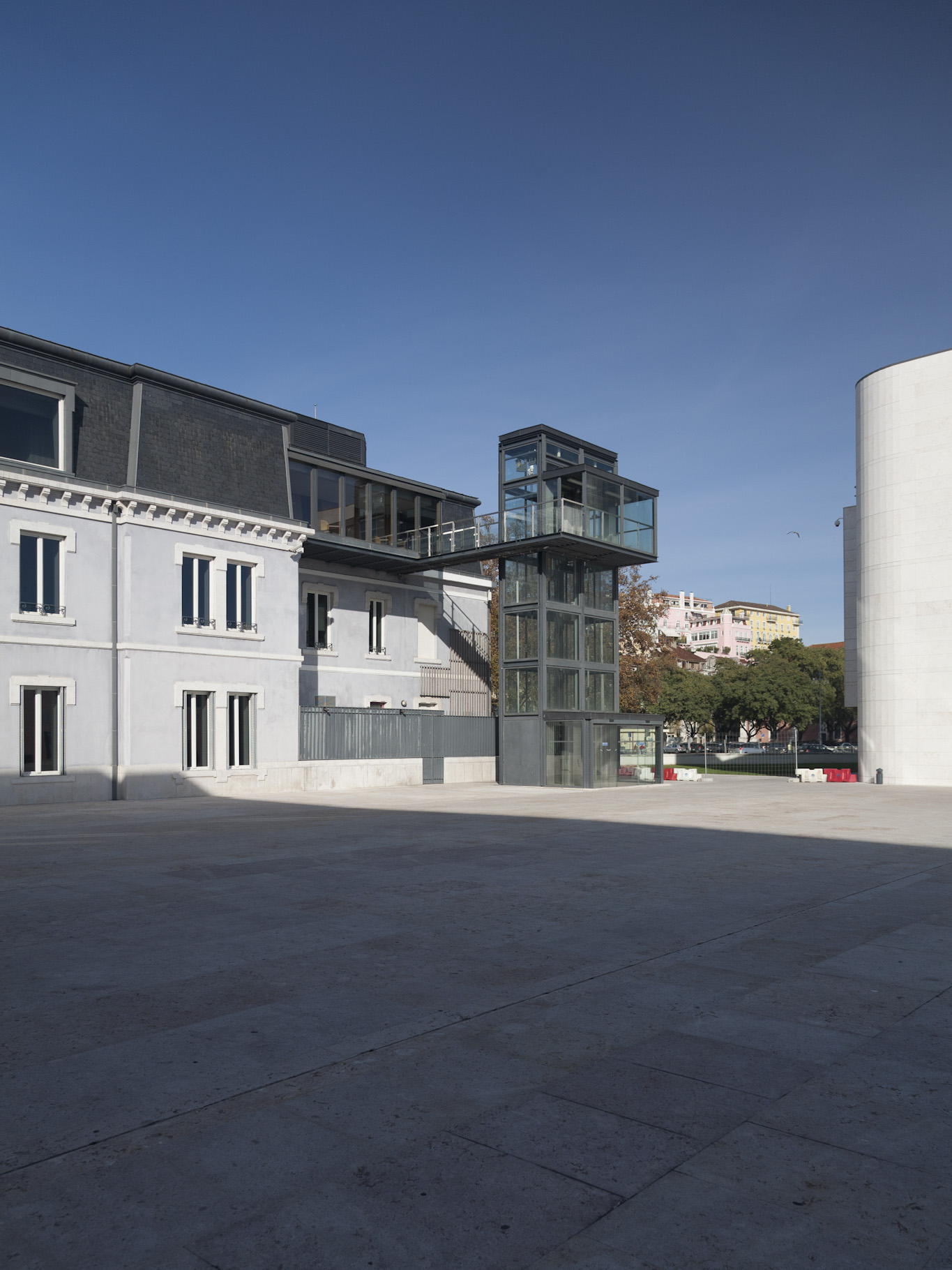
Observ. Europeu da Droga e Toxicodependência
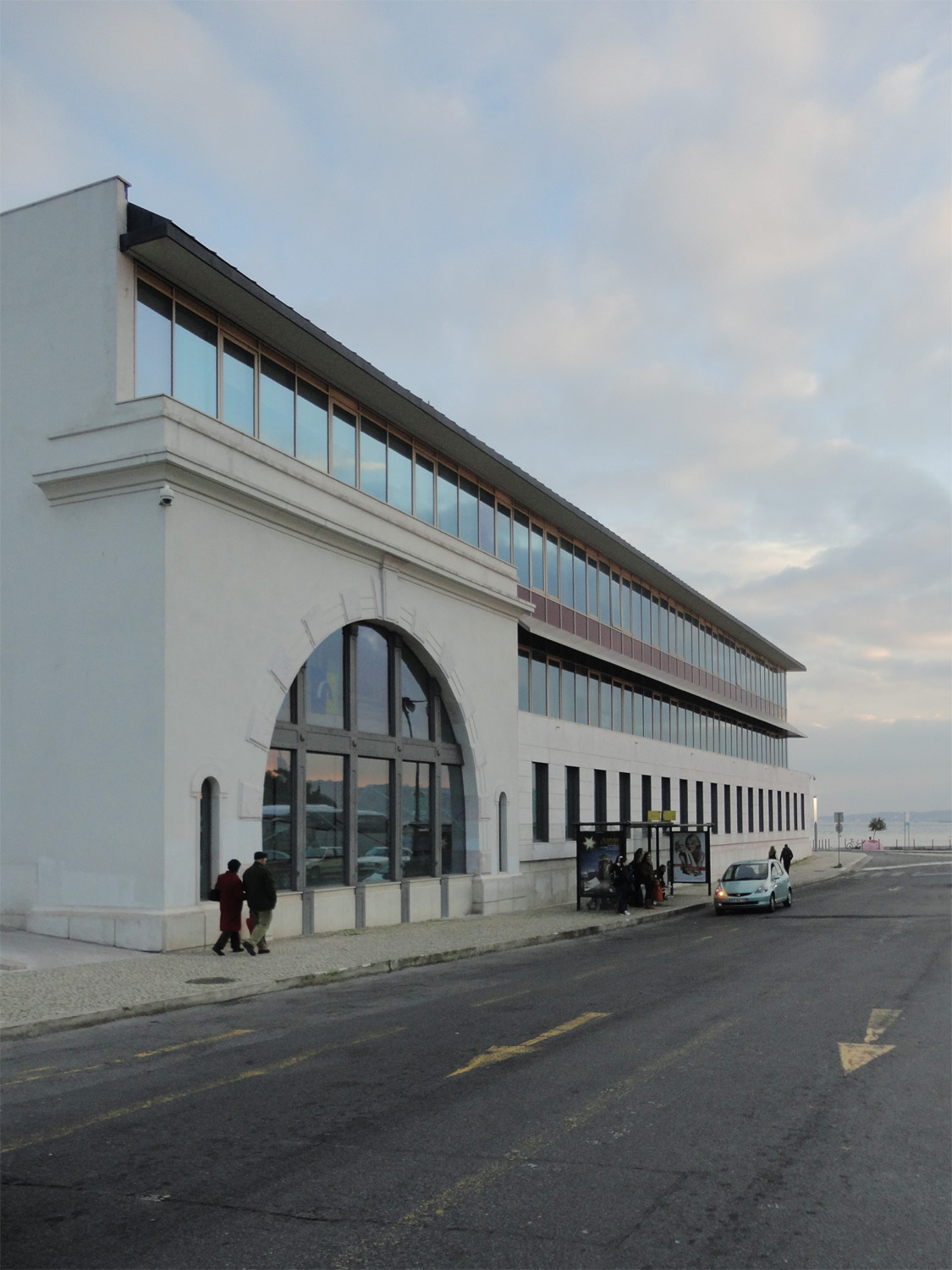
Observ. Europeu da Droga e Toxicodependência
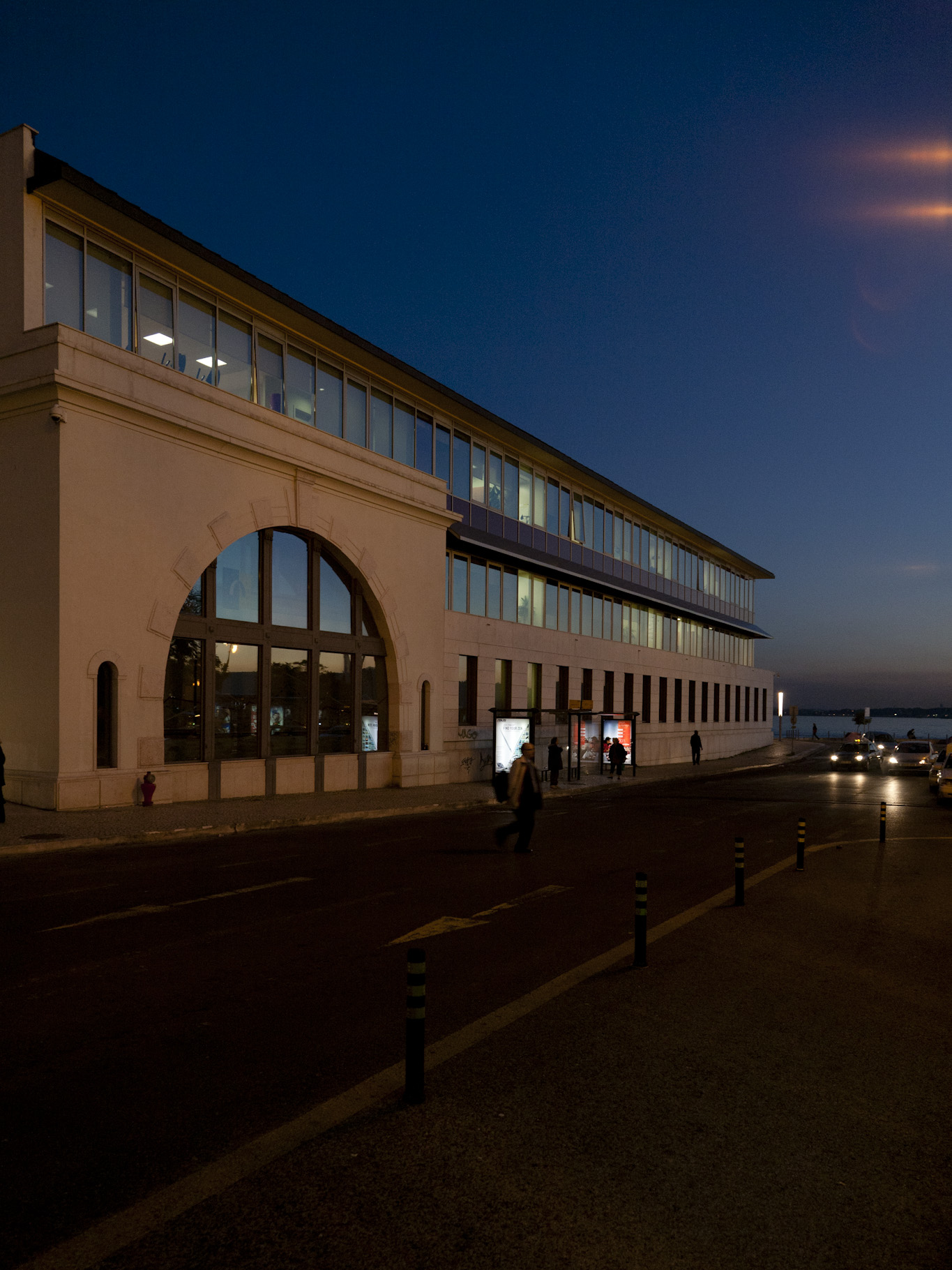
Observ. Europeu da Droga e Toxicodependência